# Dzieła gotyku ceglanego
Gotyk ceglany – kierunek w architekturze gotyckiej występujący w krajach basenu Morza Bałtyckiego przede wszystkim na terenie północnych Niemiec, krajów historycznych regionu bałtyckiego, jak państwo zakonu krzyżackiego czy państwo zakonu kawalerów mieczowych. Chociaż gotycka architektura ceglana była znana w wielu krajach Europy, pojęcie gotyk ceglany na pobrzeżach Bałtyku i sąsiednich regionów jest rozumiane jako odrębny kierunek w sztuce budownictwa znany od XIII do XIV wieku. W dużym stopniu uwarunkowane było to trudnym dostępem do skalnych zasobów naturalnych, stąd powszechnie na tych obszarach wypalano cegłę, ponadto do dekoracji używano rzeźby ceramicznej, kamień występował rzadko. Zasięg gotyckich budowli ceglanych w dużym stopniu pokrywa się ze strefą wpływów Ligi Hanzeatyckiej. Najlepszym tego odzwierciedleniem są miejscowości będące ważnymi portami na Bałtyku. Budowano z cegły całe zespoły miejskie wraz z obwarowaniami, bądź pojedyncze obiekty zarówno jak sakralne, jak i świeckie.
Poniższa lista uwzględnia przykładowe dzieła architektury ceglanej. Zostały tu uwzględnione zarówno budowle znaczące dla sztuki gotyckiej, jak inne przykłady (np. wiejskie kościoły), gdzie gotyk ceglany był obecny. Tłustym drukiem wyróżniono obiekty obiektywnie uznane za dzieła najwyższej klasy artystycznej i wartości historycznej, a także wpisane na Liście Światowego Dziedzictwa UNESCO.

## Belgia
| Miejscowość | Zabytek              | Daty budowy          | Podstawowe informacje | Ilustracja |
| Brugia      | Kościół NMP          | XIII–XV w.           | Trójnawowa bazylika z długim wydzielonym poligonalnie zamkniętym prezbiterium otoczonym wieńcem kaplic. Kaplice przylegają również do korpusu nawowego. Przy prezbiterium od strony północnej wysoka na 122 m wieża. Wewnątrz m.in. Madonna – rzeźba Michała Anioła, późnogotycki tryptyk z XV w. ze sceną Zdjęcia z Krzyża, obraz Ukrzyżowanie przypisywany van Dyckowi. W kościele zostali pochowani książę Burgundii Karol Śmiały i jego żona Maria Burgundzka. |            |
| Enghien     | Kościół Św. Mikołaja | XV w.                | Znany od 1347. Jednonawowy z transeptem i wieżą na skrzyżowaniu naw. Do nawy przylegają liczne kaplice boczne. W wieży zabytkowy carillon z 1561 liczący 51 dzwonów. |            |
| Gandawa     | Kościół Św. Marcina  | XV w.                | Ceglany z elementami kamiennymi (wnętrze). Halowy z transeptem, trójnawowym korpusem nawowym i prezbiterium. Nawa środkowa prezbiterium zamknięta poligonalnie. Od strony północnej kamienna wieża. XVII-wieczny wystrój wnętrza. |            |
| Marcq       | Kościół parafialny   | XII w. Rozbud. XV w. | Ceglano-kamienny, trójnawowy z poligonalnie zamkniętymi ramionami transeptu i prezbiterium oraz wieżą zachodnią. |            |

## Białoruś
| Miejscowość | Zabytek                        | Daty budowy         | Podstawowe informacje | Ilustracja |
| Krewo       | zamek                          | Pocz. XIV w.        | Częściowo wzniesiony z kamienia, prawdopodobnie przez księcia Olgierda. Zamek miał plan nieregularnego czworoboku dwiema wieżami kwadratowymi po przekątnej. Mniejsza wieża miała 3 kondygnacje, druga większa o wysokości 25 metrów miała lochy i 4 kondygnacje. Mury miały grubość ok. 2,5 metra i wysokość 11–12 m. Miejsce podpisania unii polsko-litewskiej w 1385.                                                                       |            |
| Lida        | zamek                          | XIV w.              | Zbudowany przez księcia litewskiego Olgierda na planie nieregularnego czworoboku z dwoma narożnymi wieżami o 5 kondygnacjach. Wjazd znajdował się przez most zwodzony od strony wschodniej obok wieży. Mury miały grubość od 1,5 do 2 metrów i wysokość około 12–15 metrów. Zwieńczone były krenelażem. |            |
| Kamieniec   | wieża i pozostałości obwarowań | 1271-1289           | Wzniesione przez księcia włodzimierskiego Włodzimierza Wasylkowicza. Jedna z najstarszych ceglanych budowli na terenie dawnego księstwa litewskiego. Pierwotnie otoczona palisadą. Na dziedzińcu wokół wieży, znajdował się dwór drewniany z oficyną i budynkiem kuchni i piekarni. W obrębie drewnianego zamku znajdowała się też stajnia druga oficyna, budynek gubernatorski i spichlerz. Wszystkie te budynki, poza wieżą, były drewniane. |            |
| Mir         | zamek                          | Przełom XV i XVI w. | Wzniesiony przez marszałka Jerzego Iwanowicza Ilinicza. Przebudowany przez Radziwiłłów w XVI w. Zamek ma plan czworoboku. Składa się z murów obwodowych z ośmiobocznymi basztami, do których od wewnątrz z dwóch stron przylegają budynki mieszkalne. Elewacje baszt są zdobią liczne blendy. Należy do listy światowego dziedzictwa UNESCO.                                                                                                   |            |

## Dania
| Miejscowość | Zabytek            | Daty budowy | Podstawowe informacje | Ilustracja |
| Århus       | Katedra            | Koniec XV w. – XVI w.                                                                                               | Trójnawowa bazylika z transeptem i poligonalnie zamkniętym prezbiterium, z nawami bocznymi nakrytymi dachami poprzecznymi. Od strony zachodniej kwadratowa wieża z aneksami po bokach. Wnętrze kryje cenne dzieła sztuki, m.in. ołtarz, dzieło Bernta Notkego z przedstawieniem Sacra Conversazione, barokowe organy, epitafia wyk. przez Thomasa Quellinusa, gotyckie malowidła ścienne. |            |
| Århus       | Kościół NMP        | ok. 1250 – 1500 | Dawny kościół Dominikanów. Jednonawowy z prostokątnym chórem, kaplicami bocznymi i wieżą zachodnią, która przylega od strony północnej fasady. Elewacje zachodnia, wschodnia oraz kaplic tworzą ściany z blendami zdobione schodkowymi szczytami. Wewnątrz m.in. ołtarz gł. późnogotycki tryptyk, wiązany z warsztatem Clausa Berga, z przedstawieniem Kalwarii i figurkami świętych. |            |
| Haderslev   | Kościół NMP        | ok. 1350 – 1440 | Trójnawowa bazylika z wydzielonym prezbiterium od wschodu i prostokątną kruchtą od strony zachodniej. Wewnątrz m.in. brązowa chrzcielnica z XV w., organy z 1652 r. liczne epitafia z XVIII w. |            |
| Odense      | Katedra św. Kanuta | | Wzniesiona przez Kanuta IV, króla Danii w stylu romańskim. Obecna, gotycka trójnawowa bazylika o jednolitym układzie przestrzennym; prezbiterium nie jest wydzielone (wewnątrz jest podwyższone, poprzedza je ciąg schodów), flankowane jest nawami bocznymi. Od strony zachodniej kwadratowa wieża. Wnętrze nakryte jest sklepieniem krzyżowym. W prezbiterium wielki późnogotycki poliptyk, dzieło Clausa Berga, z licznymi scenami o tematyce chrystologicznej. Pośrodku sceny wielofigurowe z Pasji Chrystusa ułożone w czterech rzędach. |            |
| Ribe        | Katedra            | Wzniesiona w XII-XIII w. z tufu, piaskowca i granitu (w stylu romańskim), przebudowana później na ceglaną bazylikę. | Trójnawowa bazylika z transeptem, prezbiterium zamkniętym półkolistą absydą, kaplicami przy nawach bocznych oraz dwoma wieżami flankującymi nawę główną poprzedzającymi nawy boczne i kaplice. Zachował się romański portal z XII w. Wewnątrz m.in. fragmenty gotyckiej polichromii, XIV-wieczna chrzcielnica brązowa, ambona z XV w. organy z XVII w. |            |
| Roskilde    | Katedra            | XII-XIII w. | Trójnawowa bazylika z transeptem, prezbiterium z obejściem zamkniętym półkoliście i dwuwieżową fasadą zachodnią. Cenny wystrój wnętrza tworzą m.in. tryptyk antwerpski z 1515 r., gotycki nagrobek tumbowy Małgorzaty I, barokowe organy. W katedrze spoczywają m.in. Harald Sinozęby (+987), Swen Widłobrody (+1014), Krzysztof Bawarski (+1484), Chrystian III Oldenburg (+1559), Fryderyk II Oldenburg (+1588), Chrystian IV Oldenburg (+1648), Fryderyk VI Oldenburg (+1839), Fryderyk VIII Duński (+1912), Chrystian IX Duński (+1906), Chrystian X Duński (+1947), Fryderyk IX Duński (+1972), Ingrid Bernadotte (+2000). Należy do listy światowego dziedzictwa UNESCO. |            |

## Estonia
| Miejscowość    | Zabytek          | Daty budowy  | Podstawowe informacje | Ilustracja |
| Tartu (Dorpat) | Katedra          | XV w.        | Niegdyś trójnawowa bazylika z wydzielonym poligonalnie zamkniętym prezbiterium i dwoma wieżami zachodnimi. Zniszczona podczas I wojny północnej, obecnie w ruinie. Znajduje się pod opieką muzeum Uniwersytetu w Tartu.                                                                           |            |
| Tartu (Dorpat) | Kościół Św. Jana | Pocz. XIV w. | Trójnawowa bazylika z wydzielonym poligonalnie zamkniętym prezbiterium i wieżą zachodnią. Zachowała się gotycka dekoracja z terakoty, m.in. fryzy arkadowe i czwórlistne. Zachodni portal zdobią wnęki z terakotowymi figurkami Chrystusa jako Maiestas Domini (na szczycie wimpergi) i świętych. |            |

## Finlandia
| Miejscowość | Zabytek    | Daty budowy                                          | Podstawowe informacje | Ilustracja |
| Hämeenlinna | Zamek Häme | XIV i XV w. na miejscu dawniejszego kamiennego zamku | Wzniesione na planie regularnego czworoboku z dwoma mieszkalnymi wieżami, otoczony obwarowaniami i szańcami m.in. kamienną basztą. |            |
| Turku       | Katedra    |                                                      | Trójnawowa bazylika z poligonalnie zamkniętym prezbiterium z ambitem. Od strony zachodniej masywna kwadratowa wieża. Niewielkie okna nawy głównej i chóru umieszczone wysoko. Wnętrze nakryte sklepieniem krzyżowo-żebrowym. Wystrój gł. z XIX w. Niegdyś siedziba powstałego w 1300 biskupstwa, obecnie kościół gminy luterańskiej. |            |

## Holandia
| Miejscowość | Zabytek                                 | Daty budowy                                                       | Podstawowe informacje | Ilustracja |
| Amsterdam   | Oude Kerk                               | Wzniesiony w XIII wieku, poświęcony w 1306, rozbudowywany w XV w. | Trójnawowa bazylika z licznymi kaplicami. Powierzchnia świątyni – 3300 m². Charakterystyczny dla Niderlandów układ dachów naw (dachy poprzeczne z trójkątnymi szczytami) Prezbiterium zamknięte wielobocznie. Elewacje o dużych ostrołukowych oknach z maswerkami. Wnętrze kryje sklepienie drewniane. Od strony zachodniej wysoka wieża z XVI w. z 37 dzwonowym carillonem. Wewnątrz m.in. organy z 1704 r. |            |
| Delft       | Oude Kerk (Kościół Św. Jana)            | 1246-XIV/XV w.                                                    | Typowy dla Holandii nieregularny plan. Trójnawowa bazylika z poligonalnie zamkniętym prezbiterium i kaplicami bocznymi. Nawy nakryte są osobnymi dachami dwuspadowymi, zaś wnętrze drewnianym sklepieniem krzyżowo-żebrowym. Od strony zachodniej masywna wieża. Wewnątrz typowy dla kościołów kalwińskich skromny wystrój wnętrza. Spoczywają tu m.in. Piet Hein (+1629), Jan Stalpaert van der Wiele (+1630), Maarten Tromp (+1653), Regnier de Graaf (+1673), Johannes Vermeer (+1675), Hendrick Cornelisz van Vliet (+1675), Anthonie Heinsius (+1720), Anton van Leeuwenhoek (+1723)                                                                          |            |
| Delft       | Nieuwe Kerk (Kościół NMP i Św. Urszuli) | XIV–XV w.                                                         | Wielka trójnawowa bazylika (korpus nawowy o ośmiu przęsłach) z transeptem i poligonalnie zamkniętym prezbiterium (4 przęsła) z obejściem i kwadratową wieżą zachodnią, która w górnej części przechodzi w oktogon. Wysoka jest na 104 m. Na wieży zawieszony jest 37 dzwonowy carillon. Mauzoleum książąt z rodu Oranje. Spoczywają tu m.in. Wilhelm I Orański (+1584), Maurycy Orański (+1625), Fryderyk Henryk Orański (+1647), Wilhelm II Orański (+1650), Wilhelm IV Orański (+1752), Anna Hanowerska (+1759), Wilhelmina Pruska (+1820), Wilhelm I (+1843), Wilhelm II (+1849), królowa Wilhelmina (+1964), królowa Juliana (+2004), książę Bernhard (+2004). |            |
| Goes        | Kościół Św. Marii Magdaleny             | XV w.                                                             | Pięcionawowy kościół z szerokim transeptem (każde ramię liczy po 4 przęsła) i poligonalnie zamkniętym prezbiterium z obejściem. Oprócz cegły jako elementu konstrukcyjnego i dekoracyjnego użyto kamienia (pasiaste rzędy ceglano-kamienne na elewacjach zewnętrznych). Wnętrze nakryte jest sklepieniem krzyżowo-żebrowym. |            |
| Gouda       | Kościół Św. Jana                        | XV w.                                                             | Trójnawowa bazylika z transeptem i poligonalnie zamkniętym prezbiterium z obejściem i kaplicami przy nawach, jedna z największych w północnych Niderlandach. Okna zdobią witraże powstałe między 1530-1603. Wewnątrz m.in. tryptyk z XVI w. pędzla Dircka Barendsza z przedstawieniami wątków z życia Marii. | .          |
| Groningen   | Kościół Św. Marcina                     | 1245-XV w..                                                       | Trójnawowa hala o pięcioprzęsłowym korpusie nawowym (nawy boczne kryte dachami poprzecznymi) oraz wysokim prezbiterium zamkniętym poligonalnie, otoczone ambitem. Wnętrze nakryte jest sklepieniem krzyżowo-żebrowym. Od zachodu masywna wieża (Martinitoren) (wys. 97 m.) z renesansowym hełmem. Wewnątrz kryje carillon. Wewnątrz kościoła m.in. organy z 1691-1692 |            |
| Zeerijp     | Kościół Św. Jakuba                      | XIV–XV w.                                                         | Jednonawowy z transeptem i wielobocznym prezbiterium. Obok kościoła wolnostojąca dzwonnica. Elewacje zewnętrzne jak wewnętrzne w całości z cegły. Przykład kościoła wiejskiego na terenie Niderlandów. |            |

## Litwa
| Miejscowość         | Zabytek                               | Daty budowy                              | Podstawowe informacje | Ilustracja |
| Wilno               | Kościół św. Anny                      | 1495-1500                                | Niewielki kościół, o jednej nawie i prezbiterium zamkniętym poligonalnie. Na zewnątrz ściany wsparte przyporami ponad którymi wznoszą się fiale. Fasada o kilku płaszczyznach zwieńczona trzema wieżyczkami posiada ściany przeprute licznymi niewielkimi oknami. Przykład recepcji francuskiego gotyku płomienistego. Dzieło Przypisywane jest Michaelowi Enkingerowi i Benediktowi Rejtowi.                          |            |
| Wilno               | Kościół św. Franciszka i św. Bernarda | XV w.                                    | Przypisywany jest Michaelowi Enkingerowi. Trójnawowa hala z wydzielonym poligonalnie zamkniętym prezbiterium. Wnętrze nakryte jest sklepieniami krzyżowo-żebrowymi i sklepieniami kryształowymi. Na zewnątrz wyróżnia się ozdobna część wschodnia z ośmioboczną wieżą. Fasadę zachodnią zdobią ślepe maswerki. Wewnątrz m.in. barokowe ołtarze z XVIII w. Dawny kościół Bernardynów                                    |            |
| Wilno               | Kościół św. Mikołaja                  | Schyłek XIV w.                           | Niewielki o prostokątnym korpusie nawowym i prezbiterium. Elewację zachodnią zdobi schodkowy szczyt z blendami. Od strony wschodniej barokowa dzwonnica z XVIII w. Najstarszy zachowany gotycki kościół na Litwie. |            |
| Wilno               | Wieża Giedymina i Zamek Górny         | Pocz. XV w., wielokrotnie przebudowywany | Pozostałość tzw. Zamku Górnego wzniesionego przez wielkiego księcia litewskiego Witolda. Ośmioboczna w planie o trzech kondygnacjach. Na platformie widokowej maszt na którym powiewa od 1990 flaga Litwy. Wewnątrz baszty mieści się muzeum-zbrojownia. |            |
| Kowno               | Katedra                               | Od 1408 r.                               | Trójnawowa bazylika z wydzielonym wielobocznie zamkniętym prezbiterium i masywną dzwonnicą na planie kwadratu ze ściętymi narożnikami. Wystrój barokowy (m.in. ołtarz główny z 1755 r.). Dawna fara miejska, od 1895 katedra. |            |
| Kowno               | Zamek                                 | Od ok. 1450                              | Najstarszy zachowany zamek ceglany na Litwie. Niegdyś składał się z systemu obwarowań wzniesionych wokół prostokątnego dziedzińca z basztami mieszkalnymi. Obecnie zachowały się dwa skrzydła z narożną okrągłą basztą przed którą znajduje się beluard. |            |
| Kowno               | Kościół św. Gertrudy                  | XV w. (wieża z XVI w.)                   | Niewielki jednonawowy kościół z dwuprzęsłowymi korpusem nawowym i wielobocznie zamkniętym prezbiterium. Od zachodu kwadratowa wieża bramna z oktagonalną najwyższą kondygnacją. Parafia erygowana w 1503 przez Aleksandra Jagiellończyka i reaktywowana w 1991. |            |
| Kowno               | Kościół NMP                           | ok. 1400                                 | Trójnawowa hala z niskim transeptem oraz wydzielonym prezbiterium zamkniętym poligonalnie. Od zachodu kwadratowa wieża z oktagonalną najwyższą kondygnacją. Rzadki w krajach nadbałtyckich przykład kościoła gdzie zastosowano plan krzyża łacińskiego. Dawny kościół Franciszkanów, obecnie kościół parafialny. |            |
| Kowno               | Dom Perkuna                           | Schyłek XV w.                            | Przykład kamienicy późnogotyckiej. Ozdobny szczyt jest przykładem recepcji gotyku płomienistego (flamboyant). Wzniesiony przez kupców hanzeatyckich, w XVI w. został sprzedany Jezuitom, którzy założyli w 1643 kaplicę. W XIX wieku mieściła się tu szkoła i teatr, który odwiedzał Adam Mickiewicz. Na elewacji znajdowała się figura którą w XIX wieku interpretowano jako bałtyjskiego bóstwa Perkuna, stąd nazwa. |            |
| Miedniki Królewskie | Zamek                                 | XIII w.                                  | Zamek otoczony murem na planie kwadratu, z dwoma basztami (w tym wieża bramna). Zabudowania znajdowały się wewnątrz na dziedzińcu. Obecnie w ruinie – zachowały się fragmenty murów obwodowych. |            |
| Troki               | Zamek                                 | XIV – pocz. XV w.                        | Wzniesiony przez wielkich książąt litewskich Kiejstuta i Witolda. Gruntownie zrekonstruowany w latach 60. XX w. W skład położonej na wyspie warowni wchodzą donżon i pałac książęcy otoczone masywnymi murami z kilkoma basztami. |            |
| Sapieżyszki         | Kościół św. Jana Chrzciciela          | 1578                                     | Jednonawowy z dwuprzęsłowym wielobocznie zamkniętym prezbiterium. Od zachodu wysoka elewacja z trójkątnym szczytem ozdobionym licznymi blendami. Dekorację blendową zastosowano także w pozostałych elewacjach, wraz z cokołami murów. |            |

## Łotwa
| Miejscowość | Zabytek                   | Daty budowy                                  | Podstawowe informacje | Ilustracja |
| Ryga        | Historyczne centrum       |                                              | Wpisane na Listę Światowego Dziedzictwa UNESCO |            |
| Ryga        | Katedra                   | XIII–XV w.                                   | Trójnawowa bazylika z prostokątnym prezbiterium z niską półkolistą absydą. Wnętrze nakryte sklepieniem krzyżowo-żebrowym. Od zachodu monumentalna wielokondygnacyjna wieża z o zróżnicowanej artykulacji i ozdobnych fryzach. Wewnątrz m.in. organy i ambona z pocz. XVIII w. w stylu manieryzmu niderlandzkiego. Obecnie katedra Kościoła Ewangelickiego.                                                               |            |
| Ryga        | Kościół św. Piotra        | XIII–XV w.                                   | Trójnawowa bazylika, z wielobocznie zamkniętym prezbiterium z masywnym ambitem i strzelistą oktagonalną wieżą od strony zachodniej zwieńczoną wielokondygnacyjnym hełm z XVIII w. (wys. 123,25 m.). Świątynię charakteryzują wysokie nawy boczne zintegrowane z ambitem, niewielkie okna przeprute w niewysokich ścianach zewn. nawy głównej. Fasadę zdobią barokowe portale z dekoracją rzeźbiarską.                    |            |
| Ryga        | Katedra św. Jakuba        | XIII–XV w.                                   | Trójnawowa pseudobazylika z wydzielonym prostokątnie zamkniętym prezbiterium, którego ściana wschodnia jest przepruta trzema ostrołukowymi oknami. Od zachodu wielokondygnacyjna wieża z kaplicami bocznymi. Wschodni szczyt korpusu nawowego i wieżę zdobi dekoracja blendowa. Wnętrze skromne, z nowoczesnym wystrojem. Obecnie katedra Kościoła katolickiego.                                                         |            |
| Ryga        | Kościół św. Jana          | XV w.                                        | Trójnawowa pseudohala z wydzielonym prostokątnie zamkniętym prezbiterium. Nawa północna podzielona na dwie kondygnacje (w tym empory). Wnętrze nakryte jest sklepieniem sieciowym. Wewnątrz m.in. ołtarz główny z XVIII w. Elewacja zachodnia zachowała wielki szczyt schodkowy z ostrołukowymi blendami i sterczynami. Dawny kościół Dominikanów.                                                                       |            |
| Ryga        | Dom Bractwa Czarnogłowych | Schyłek XIV w. gruntownie odnowiony w XIX w. | Odbudowany po zniszczeniach ostatniej wojny w 1995 r. Prostokątny w planie, o dwóch dolnych kondygnacjach oraz wysokim dachem zamkniętym od strony rynku ceglanym szczytem z dekoracją rzeźbiarską z XVIII w. Bractwo Czarnogłowych zrzeszało kapitanów statków handlowych, pływających do miast Ligi Hanzeatyckiej. Nazwa bractwa wywodzi się od czarnoskórego patrona Św.Maurycego. W 1921 podpisano tu traktat ryski. |            |
| Turaida     | Zamek                     | XIV w.                                       | |            |

## Niemcy

### Meklemburgia-Pomorze Przednie
| Miejscowość          | Zabytek                                                                   | Daty budowy                                     | Podstawowe informacje | Ilustracja |
| Altentreptow         | Kościół św. Piotra                                                        | Ok. 1450 – 1 poł. XIV w.                        | Trójnawowa hala z bocznymi aneksami, wielobocznie zamkniętym prezbiterium i kwadratową wieżą zachodnią. Wnętrze nakryte sklepieniem krzyżowo-żebrowym kryje cenne wyposażenie: ołtarz główny w formie tryptyku, stalle oraz kamienną chrzcielnicę. |            |
| Altentreptow         | Bramy Brandenburska i Dymińska                                            | ok. 1450                                        | Obie bramy stanowią część zachowanych obwarowań. Z bramy Dymińskiej zachowała się jedynie dolna kondygnacja z czterema niewielkimi wieżyczkami; brama Brandenburska ma kształt wysokiej wielokondygnacyjnej wieży zwieńczonej szczytem schodkowym. |            |
| Anklam               | Kościół NMP                                                               | 2 poł. XIII w – schyłek XIV w.                  | Trójnawowa hala z wydzielonym prezbiterium i kwadratową asymetrycznie położoną wieżą zachodnią (przewidywano wzniesienie dwóch wież, ostatecznie realizacja nie była wykonana. Przy południowej ścianie prostokątna zakrystia. Ściany elewacji wschodniej korpusu nawowego, prezbiterium, oraz zakrystii wieńczą trójkątnie szczyty z ostrołukowymi blendami. Wewnątrz m.in. fragmenty gotyckiej polichromii oraz chrzcielnica z XIV w. |            |
| Anklam               | Brama Kamienna                                                            | XIII/XIV w.                                     | Wysoka 32-metrowa brama zwieńczona schodkowymi szczytami. Każda z sześciu kondygnacji o zróżnicowanej wysokości posiada odmienną architekturę elewacji zewnętrznych. Tworzą ją w rozmaitych układach blendy, okna i otwory strzelnicze. Obecnie muzeum Otto Lilienthala – konstruktora szybowców, który urodził się w Anklam. |            |
| Anklam               | Kościół św. Mikołaja                                                      | XIV w.                                          | Trójnawowa hala z prezbiterium oraz kaplicami bocznymi. Wieloboczna w planie wschodnia partia prezbiterium wyraźnie odstaje od zwartej masywnej bryły kościoła, której dominantą była wieża zachodnia (wys. 104 m.) z ostrosłupowym hełmem. Zniszczony w 1945 (zachowały się niemal w całości mury z ozdobnymi elewacjami), przewidywana jest odbudowa świątyni. |            |
| Bad Doberan          | Kościół pocysterski                                                       | Od 1291, do 1368 (poświęcenie)                  | Bazylika z transeptem i wielobocznie zamkniętym prezbiterium z ambitem do którego przylega wieniec trójbocznie zamkniętych kaplic. Kościół w całości ma układ trójnawowy. Na skrzyżowaniu naw smukła wieżyczka na sygnaturkę. Forma kościoła jest świadomym nawiązaniem do lubeckiego kościoła NMP. Nakryte sklepieniem krzyżowo-żebrowym wnętrze ma ceglaną dekorację ścian i filarów. Cenny wystrój wnętrza tworzą XIV-wieczne tryptyki (w tym ołtarz główny) i szafy relikwiarzowe. Na belce tęczowej XIII-wieczny krucyfiks w typie triumfalnym. Ponadto liczne gotyckie płyty nagrobne. Częściowo zachowały się zabudowania klasztorne zarówno obok kościoła jak na terenie rozległych posiadłości. |            |
| Bergen auf Rügen     | Kościół NMP                                                               | 1180-1193, przebudowany w 1380 i po 1445        | Najstarszy kościół był prawdopodobnie fundacja duńskich książąt. Obecna trójnawowa świątynia halowa z transeptem, poligonalnie zamkniętym prezbiterium i wieżą zachodnią jest kościołem farnym od 1380. Wnętrze zachowało wielki zespół malowideł ściennych z wątkami chrystologicznymi i dekoracją ornamentalną. Wyposażenie wnętrza głównie barokowe z XVIII w. W kościelnym skarbcu znajduje się zabytkowe utensilia w tym XII-wieczny złocony kielich ozdobiony filigranem. Na zewnętrznej ścianie wschodniej znajduje się słowiańska figura mężczyzny, prawdopodobnie o charakterze kultowym. |            |
| Friedland            | Bramy Nowobrandenburska (Neubrandenburger Tor) i Nakielska (Anklamer Tor) | ok. 1320-1340, XV w.                            | Monumentalne wielokondygnacyjne wieże bramne na planie prostokąta z narożnymi okrągłymi wieżami (Brama Nakielska ma dwie, Nowobrandenburska cztery wieże). Dekoracja elewacji składa się z licznych blend i szczytów schodkowych ze sterczynami wieńczące część środkową. |            |
| Friedland            | Kościół NMP                                                               | 1330 – pocz. XV w.                              | Wielki jedenastoprzęsłowy kościół halowy bez wydzielonego prezbiterium (zamkniętego prostokątnie) i masywnym westwerkiem niegdyś dwuwieżowym, od XV w. jednowieżowym. Wnętrze zachowało barokowy wystrój powstały po pożarze kościoła w 1703 r. (m.in. ołtarze i organy). |            |
| Gadebusch            | Kościół ŚŚ. Jakuba i Dionizego                                            | 1245-XIV–XV w.                                  | Trójnawowa hala z wyodrębnionym prezbiterium i szeregiem kaplic przylegających do nawy północnej. Zachowały się fragmenty starszego romańskiego kościoła (m.in. portal południowy). Wewnątrz m.in. późnogotycka chrzcielnica brązowa, fragmenty stalli oraz Grupa Ukrzyżowania. ponadto m.in. barokowa ambona z 1607. |            |
| Greifswald           | Katedra św. Mikołaja                                                      | ok. 1350 – 1 ćw. XV w.                          | Pierwotnie trójnawowa hala o prosto zamkniętym chórze. Przebudowany na bazylikę, od zachodu otrzymał masywną wieżę, w dolnych kondygnacjach kwadratową, w górnych oktagonalną, jej obecny hełm pochodzi z XVII w. (całkowita wysokość wieży 99 m). Na zewnątrz bogata dekoracja, ściany zdobią liczne blendy ze ślepymi maswerkami (gł. szczyt wschodni nawy i ściany wieży). Wewnątrz m.in. liczne epitafia z XVI–XVII w. Ponadto neogotyckie organy, ołtarz i ambona (dzieło Hansa Kocka z Kilonii). Na wieży dzwony m.in. dwa gotyckie z XIV i XV w. |            |
| Greifswald           | Kościół NMP                                                               | 1275–1340                                       | Trójnawowa hala zamknięta ścianą prostą, zwieńczoną ozdobnym szczytem ze ślepymi maswerkami i blendami. Od str. zach. kwadratowa wieża, od pd. kaplica zamknięta dwoma absydami. Wnętrze nakryte sklepieniem krzyżowo-żebrowym. Zachowały się malowidła ścienne z XIV w. Ambona z 1587 ozdobiona intarsjami. |            |
| Greifswald           | Kościół św. Jakuba                                                        | Wzmiankowany w 1280 – ok. 1400                  | Trójnawowa hala z niewielkim poligonalnie zamkniętym prezbiterium. Wnętrze nakryte sklepieniem krzyżowo żebrowym wspartym na cylindrycznych filarach. Wewnątrz zachowała się XII-wieczna chrzcielnica. Przy kościele trzykondygnacyjna budowla, fragment dawnego klasztoru Franciszkanów, obecnie muzeum. |            |
| Greifswald           | Kamienica Rynek 11                                                        | Prawdopodobnie po 1400 r.                       | Dwukondygnacyjna kamienica mieszczańska przy rynku. Fasada ozdobiona jest szczytem schodkowym o wyeksponowanych podziałach architektonicznych. Szczyt, którego siedem pól jest podzielonych za pomocą sterczyn zdobią liczne maswerki z niewielkimi rozetami z cegły glazurowanej. |            |
| Eldena k. Greifswald | Ruiny opactwa Cystersów.                                                  | Od 1225 – 1265, oraz ok. 1350                   | Gotycki zespół klasztorny z kościołem pełniły swoją funkcję do reformacji. Zniszczony podczas wojny trzydziestoletniej, odtąd w stanie trwałej ruiny. Zachowały się fragmentaryczne ściany trójnawowego kościoła, oraz dolne partie filarów międzynawowych. W jednej ze ścian gotycki, kamienny nagrobek opata. Klasztor był tematem kilku obrazów Caspara Davida Friedricha. |            |
| Güstrow              | Kościół NMP i ŚŚ. Jana Chrzciciela i Cecylii                              | XIII – XV w.                                    | Trójnawowa bazylika (Korpus nawowy z systemem wiązanym i kaplicami przy nawach bocznych) z transeptem, dwuprzęsłowym prezbiterium zamkniętym poligonalnie i masywną wieżą zachodnią. Wewnątrz m.in. dwa gotyckie ołtarze w tym jeden z malowidłami Hinrika Bornemanna, rzeźby Ernsta Barlacha, który urodził się w Güstrow. |            |
| Güstrow              | Kościół NMP                                                               |                                                 | Trójnawowa hala o scentralizowanym korpusie nawowym, każda z naw liczy po trzy przęsła. Od strony wschodniej kwadratowe prezbiterium z kaplicami po zachodniej masywny westwerk z wieżą. Wewnątrz m.in. gotycka Pietà z XV w. monumentalny ołtarz główny tryptyk Jana Bormana z Brukseli, ambona z XVI w. rzeźby Ernsta Barlacha krucyfiks na belce tęczowej z XIV w. |            |
| Levenhagen           | Kościół parafialny                                                        | XIII-XIV w.                                     | Niewielki kościół wiejski z trójnawowym halowym korpusem nawowym i wydzielonym prezbiterium. Od zachodu drewniana wieża, od południa kruchta zwieńczona ozdobnym szczytem. Wewnątrz m.in. gotycka chrzcielnica z XIV w., wczesnobarokowy ołtarz główny z 1643 i renesansowa ambona. |            |
| Malchin              | Kościół NMP i św. Jana Chrzciciela                                        | Od 1397                                         | W obecnej formie ma nieregularny plan. Składa się z właściwego kościoła o trójnawowym korpusie nawowym i wydzielonym poligonalnie zamkniętym prezbiterium. Masywna wieża zachodnia wtopiona w bryłę kościoła. Od strony północnej do wieży przylega długa dwunawowa kaplica. Wnętrze kryje cenne dzieła sztuki, m.in. romańską chrzcielnicę, gotycki ołtarz z XV w. z cennymi malowidłami i rzeźbami, na tęczy Grupa Ukrzyżowania z 1400 r. Ponadto późnobarokowy prospekt organowy z 1780 r. |            |
| Malchin              | Pozostałości obwarowań                                                    | XV wiek                                         | Zachowały się fragmenty murów miejskich z bramami Kaleńską (Kalensches Tor), Kamienną oraz basztą Fangelturm. Elewacje są ozdobione licznymi blendami, krenelażem i dekoracją zendrówkową. Baszta Fangelturm zwieńczona jest schodkowym szczytem o zaokrąglonych narożach. |            |
| Neubrandenburg       | Kościół Mariacki                                                          | 2 poł XIII – XV w.                              | Kościół halowy z zintegrowanym trójnawowymi korpusem nawowym i prezbiterium zamkniętym prostokątnie. Od strony zachodniej masywna kwadratowa wieża z oktagonalnym zwieńczeniem. Ścianę wschodnią zdobi szczyt z bogatą, wyszukaną dekoracją maswerkową i smukłymi fialami. Odbudowany ze zniszczeń wojennych kościół zaadaptowano na salę koncertową, dla miejscowej orkiestry i filharmonii. W wieży mieści się stała wystawa poświęcona gotykowi ceglanemu. |            |
| Neubrandenburg       | Kościół św. Jana i dawny klasztor Franciszkanów                           | 1 poł XIV w.                                    | Kościół św. Jana to dwunawowa hala z wydzielonym, prostokątnie zamkniętym prezbiterium i kruchtą od str. północnej. Elewacje wschodnią i zachodnią wieńczą szczyty z wieżyczkami. Wewnątrz m.in. renesansowa ambona i barokowe ołtarze. Z zabudowań klasztornych zachowało się północne skrzydło, obecnie siedziba Urzędu Stanu Cywilnego. Częściowo zachował się krużganek i refektarz nakryty sklepieniem gwiaździstym. |            |
| Neubrandenburg       | Mury obronne z bramami i basztami                                         | Po 1300 – pocz. XV w.                           | W skład wchodzą m.in. baszta Fangelturm, bramy Stargardzka, Frydlandzka, Treptow i Nowa z gotyckimi przedbramami. Elewacje posiadają wyszukaną dekorację z cegieł i terakoty zdobiącą blendy i okna. Tworzą ją ozdobne maswerki i rozety. Przedbramia w planie prostokąta zwieńczone są wimpergami i sterczynami, zaś kwadratowe bramy schodkowymi szczytami. Okrągła w planie baszta Fangelturm zachowała dekorację zendrówkową. |            |
| Neukloster           | Klasztor Sonnenkamp                                                       | 1245-XIV w.                                     | Z dawnego zespołu klasztornego zachował się romańsko-gotycki kościół NMP z wolno stojącą dzwonnicą oraz gotycki budynek prepozyta. Kościół zbudowany jest na planie krzyża łacińskiego, jednonawowy z transeptem i prostokątnie zamkniętym prezbiterium. Zawiera cechy późnoromańskie (m.in. zwarta masywna bryła) i gotyckie (forma okien). Wewnątrz m.in. późnoromańskie witraże z XIII w., gotycki tryptyk z ok. 1500, ze scenami z życia Marii i wizerunkami NMP i św. Anny i św. Katarzyny. |            |
| Neustadt-Glewe       | Zamek                                                                     | poł. XIII-XIV w. Rozbudowany w XVI w.           | Zbudowany na planie prostokąta składa się z trójskrzydłowego gmachu mieszkalnego i wysokiego cylindrycznego. stołpu. Ów stołp oraz mury obwodowe pochodzą z XIV w., pozostała część z XVI w. |            |
| Rostock              | Kościół NMP                                                               | Wzniesiony w dwóch fazach, po 1290 oraz po 1398 | Trójnawowa bazylika z transeptem, poligonalnie zamkniętym prezbiterium z ambitem i wieńcem kaplic. Od strony zachodniej masywny westwerk. Wnętrze bryje liczne dzieła sztuki, m.in. brązową chrzcielnicę z 1290 r. manierystyczną ambonę, barokowe ołtarz główny i organy z XVIII w. Ceny zbiór gotyckiej rzeźby, malarstwa tablicowego reprezentują ołtarz z kościoła Św. Mikołaja w Rostocku w formie tryptyku z Grupą Ukrzyżowania i licznymi figurami świętych, ołtarz NMP z malowidłami wiązanymi z kręgiem Mistrza Francke. Ponadto późnogotycki ołtarz Św. Rocha z 1530, zegar astronomiczny dzieło Hansa Duringera.                                                                              |            |
| Rostock              | Kościół św. Mikołaja                                                      | XII w. – Po 1400 r.                             | Wzniesiona na planie prostokąta, obecna świątynia jest trójnawową halą z wydzielonym, niskim prezbiterium. Od strony zachodniej wielokondygnacyjna kwadratowa w planie wieża. Zdobią ją okna, blendy oraz ceglane fryzy ornamentalne. Powstała na miejscu starszego kościoła, uległa zniszczeniom wojennym i odbudowana. Obecnie sala koncertowa. |            |
| Rostock              | Kościół św. Piotra                                                        | Pomiędzy 2 ćw. XIV – pocz. XV w.                | Trójnawowa bazylika bez wydzielonego prezbiterium i strzelistą (wys. 117 m.) wieżą zachodnią z bocznymi kaplicami. W dobie reformacji działał tu Joachim Slüter. Elewacje z portalami zachowały dekorację zendrówkową. Zniszczony w 1942 barokowy wystrój (w tym XVII-wieczne organy) został zastąpiony nowoczesnym (m.in. witraże Lothara Mannewitza). |            |
| Rostock              | Ratusz                                                                    | Od 1230 – ok. 1300 (fasada)                     | Dawny ratusz miał plan prostokąta z dwie elewacje zwieńczone były dwoma szczytami z wieżyczkami. Piwnica i parter, służyły za halę targową, a górna kondygnacja za salę przyjęć i zebrań. Od strony rynku dobudowano do ratusza dwukondygnacyjną sklepioną arkadę. Loggia na piętrze nad arkadą pełniła funkcję mównicy. Przebudowany w 1729 w stylu barokowym, ok. 1900 wykonano nowy wystrój ratusza w stylu neogotyckim. Kolejne prace nad odnową ratusza zakończono w roku 2002. |            |
| Rostock              | Klasztor Św. Krzyża                                                       | 1270, 1 poł. XIV w.                             | Fundowany ok. 1270 r. dla Cysterek przez Małgorzatę Sambirię. Po reformacji dom starości dla szlachetnie urodzonych pań, od 1920 kompleks mieszkalny z przedszkolem i żłobkiem. Kościół o trójnawowym, bazylikowym korpusie bez wydzielonego prezbiterium (zamknięte poligonalnie) z fasadą zwieńczoną schodkowym szczytem. Wewnątrz m.in. (ołtarz główny – tryptyk pochodzący z połowy XV w., późnogotycki krucyfiks na belce tęczowej. Obecnie kościół uniwersytecki W klasztorze Muzeum Historii Kultury. Zachowały się także obwarowania klasztoru. |            |
| Rostock              | Kościół św. Jakuba                                                        |                                                 | Trójnawowa bazylika z prostokątnie zamkniętym prezbiterium. Nawy boczne zamknięte od strony wschodniej poligonalnie. Od strony zachodniej wysoka wieża zwieńczona renesansowym hełmem z 1589 r. W latach 1484–1571 pełnił funkcję kolegiaty. Zniszczony w II wojnie światowej, wraz z cennym wystrojem wnętrza. Resztki kościoła zburzono w 1960 r. |            |
| Rostock              | Hausbaumhaus                                                              | Schyłek XV w.                                   | Dwukondygnacyjny dom pełniący funkcję spichlerza (w dolnej części dom mieszczański, powyżej pomieszczenia magazynowe) z trójkondygnacyjnym schodkowym szczytem z pięcioma ostrołukowymi blendami. W środku zachowana duża sień z tzw. “domkiem na drzewie” (Hausbaum) – potężną dębową podporą, która dżwiga strop pomieszczenia. |            |
| Rostock              | Dawna plebania                                                            | Schyłek XV w.                                   | Dwukondygnacyjny budynek z reprezentacyjną fasada od strony ulicy Kröpeliner Straße. Elewacja ozdobiona kilkoma szeregami blend ma schodkowy, krenelażowy szczyt z pięcioma parzystymi niszami. Fasada o naprzemiennym wątku jest bogato zdobiona płaskorzeźbionymi ornamentami: są to medaliony przedstawiające sceny biblijne i fryz z motywami zoomorficznymi i ornamentalnymi. Od 1961 r. główna siedziba biblioteki miejskiej. |            |
| Rostock              | Dom Kerkhoffa                                                             | 3 ćw. XV w.                                     | Dwukondygnacyjny dom mieszczański z reprezentacyjną fasadą od strony ulicy Hinter dem Rathaus. Fasadę wieńczy szczyt schodkowy z pięcioma ostrołukowym niszami z parzystymi podziałami i niewielkimi oknami poddasza. Oprócz linearnej dekoracji zendrówkowej frontową elewację zdobią ceramiczne fryzy wieńczące górną kondygnację i opasające szczyt oraz renesansowe tonda z popiersiami mężczyzn. Obecnie siedziba urzędu stanu cywilnego. |            |
| Rostock              | Obwarowania (m.in. bramy Krowia, Kamienna, Kröpelin)                      | XIII – XVI w.                                   | Brama Krowia datowana jest na 1262 rok. Nad ostrołukowym wjazdem od strony miasta szereg ślepych okien, od strony pola fryz, parzyste blendy i otwory strzelnicze. Później zamieniona na dom mieszkalne, obecnie Dom Literacki. Brama Kröpelin stoi na końcu ulicy Kröpeliner ulicy handlowej Lubeki i Wismaru. Wieża jest w środku podzielona przez opasający fryz maswerkowy, mur od strony miasta ozdobiony maswerkowymi blendami. Od lat 60. XX w. siedziba muzeum. |            |
| Schwerin             | Katedra NMP                                                               | ok. 1280 – ok. 1420, XIX w.                     | Wielka świątynia jest trójnawową bazyliką z transeptem i wydzielonym prezbiterium. Od zachodu strzelista (117 m.) neogotycka wieża, od północy XV-wieczne monasterium kanonickie z krużgankiem. Wewnątrz m.in. ołtarz gł. z XV-wiecznym tryptykiem, zespół płyt nagrobnych i brązowa chrzcielnica z XIV w. renesansowe nagrobki władców Meklemburgii. |            |
| Stralsund            | Dawne centrum historyczne                                                 | XII-XV w.                                       | Zespół zabytkowy Stralsundu (Stare Miasto i Nowe Miasto) znajduje się na terenie otoczonym wodami, Bałtykiem od wschodu oraz jeziorami Knieperteich od zachodu i Frankenteich od południa. Wpisane na Listę Światowego Dziedzictwa UNESCO |            |
| Stralsund            | Kościół św. Mikołaja                                                      | ok. 1270 – XV w.                                | Wielka trójnawowa bazylika z poligonalnie zamkniętym prezbiterium z ambitem i dwuwieżową fasadą zachodnią (wieża południowa o wys. 104 m.) Ściany wielokondygnacyjnych wież zdobią potrójne ostrołukowe okna i blendy. Nawa główna i prezbiterium od zewnątrz wspierają łuki oporowe. W swojej formie świątynia nawiązuje do fary w Lubece. Wystrój tworzą m.in. cztery gotyckie retabula ołtarzowe z XV w. zegar astronomiczny, przegroda chórowa z barokową dekoracją, wczesnogotycka figura Św. Anny. |            |
| Stralsund            | Ratusz                                                                    | XIII – XIV w.                                   | Trójkondygnacyjny, na planie prostokąta z dziedzińcem wewnętrznym. Dłuższe boki zdobią ostrołukowe blendy i nisze z oknami, północna fasada ma reprezentacyjne charakter – najniżej arkadowe podcienia powyżej duże nisze z oknami sali Rady. Ponad fryzem wieńczącym piętro wznosi się sześcioosiowe zwieńczenie z wielobocznymi wieżyczkami, rzędami parzystych okien, każdą z osi wieńczy szczyt z rozetą. Wystrój wnętrza barokowy z XVII w. |            |
| Stralsund            | Kościół Mariacki                                                          | 1382/84 – XV w.                                 | Wielka trójnawowa bazylika z transeptem i poligonalnie zamkniętym prezbiterium z ambitem. Od zachodu wieża (wys. 105 m. pierwotna wysokość 151 m. – pierwotny gotycki hełm rażony piorunem w 1648) z barokowym hełmem oraz wysokimi kaplicami po bokach. Wnętrze nakryte sklepieniem gwiaździstym kryje cenne dzieła sztuki m.in. ołtarz Koronacji NMP – gotyckie retabulum z XV w. figury z 1430 r., późnogotycki krucyfiks, organy F. Stellwagena z 1730 r. |            |
| Stralsund            | Kościół św. Jakuba                                                        | Po 1300 – przebudowany ok. 1400 r.              | Trójnawowa bazylika bez wydzielonego prezbiterium (z wieloboczną absydą) i masywną wieżą zachodnią, której kondygnacje zdobią maswerkowe okna i blendy. Wewnątrz dwa późnogotyckie poliptyki z pocz. XVI w., barokowy ołtarz główny z obrazami J.H. Tischbeima, XVIII-wieczny prospekt organowy, liczne płyty nagrobne i epitafia. |            |
| Stralsund            | Dawny klasztor Franciszkanów z kościołem św. Jana                         | 1254, XV w.                                     | Duży, pogrupowany wokół dwóch wirydarzy kompleks klasztorny. Kościół pierwotnie trzynawowy, halowy z wydzielonym poligonalnie zamkniętym prezbiterium, od 1624 w ruinie. Zachowały się częściowo zabudowania klasztorne z kapitularzem i biblioteką. |            |
| Stralsund            | Kamienica Wulflama                                                        | Przed 1358                                      | Zbudowany przez rodzinę burmistrzów Wulflamów. Usytuowany na Starym Rynku naprzeciwko ratusza. Dwukondygnacyjny z dużą reprezentacyjną salą na piętrze. Ozdobna fasada jest formalnym i ideowym nawiązaniem do elewacji ratusza. Fasadę zdobi trójosiowy schodkowy szczyt z czterema wieżyczkami oraz rzędami ostrołukowych blend i okien z dekoracją maswerkową. Obecnie restauracja. |            |
| Stralsund            | Dawny klasztor Dominikanów z kościołem św. Katarzyny                      | 1251, XIV w.                                    | Fundacja Jaromara II z Rugii. Wielki zespół klasztorny składa się z kościoła Św. Katarzyny i zabudowań klasztornych skupionych wokół wirydarza m.in. z krużgankami (z XV-wieczną polichromią), wielkim trójnawowym refektarzem. Kościół jest trójnawową halą z wydzielonym poligonalnie zamkniętym prezbiterium. Po reformacji klasztor sekularyzowano pełnił m.in. rolę sierocińca i gimnazjum. Obecnie Muzeum Historii i Kultury oraz Niemieckie Muzeum Morskie wraz z akwarium. Od 1973 kościół pełni pierwotną funkcję. |            |
| Stralsund            | Dielenhaus                                                                | XIV w.                                          | Przykład XIV-wiecznego domu kupieckiego. Dolne kondygnacja mieści sień, druga ma charakter mieszkalny, poddasze pełniło funkcję spichlerza. Fasadę od ul. Mühlenstraße zdobi schodkowy szczyt z ceglanymi ślepymi maswerkami. |            |
| Stralsund            | Dom kata                                                                  | XIV–XV w.                                       | Dawny dom miejskiego kata, o którym wiadomo w Stralsundzie od 1278. Jest to zespół dwóch budynków jeden będącym mieszkaniem katów, drugi pełniący dawniej rolę wieży więziennej. Prostokątny dwukondygnacyjny budynek z bocznymi elewacjami z trójkątnymi szczytami ozdobionymi dekoracjami maswerkowymi zachował w znacznej części gotycką formę. |            |
| Stralsund            | Dawna szkoła łacińska                                                     |                                                 | Prostokątny w planie, dwukondygnacyjny budynek ceglany niegdyś znajdował się przy dziedzińcu zabudowań parafialnych kościoła Św. Mikołaja. Pierwotnie był domem kościelnego, następnie szkoły łacińskiej Św. Mikołaja. Elewacje boczne zdobią trójosiowe szczyty schodkowe z blendami. |            |
| Stralsund            | Obwarowania                                                               | XIV – XV w.                                     | Zachowały się duże odcinki murów miejskich z kilkoma basztami i trzema wieżami bramnymi, Bramą Rzeźniczą (Kütertor) (ob. schronisko młodzieżowe), Szpitalną (Hospitaler Tor) oraz Knieper Tor. |            |
| Wismar               | Historyczne centrum                                                       | XIII–XVI w.                                     | Zespół zabytkowy skupiony jest na terenie Starego Miasta usytuowanego w pobliżu pobrzeża Zatoki Wismarskiej. Poważnie zniszczone w 1945 r. jest wciąż w odbudowie. Wpisane na Listę Światowego Dziedzictwa UNESCO |            |
| Wismar               | Kościół św. Jerzego                                                       | 1300 – XV w.                                    | Trójnawowa bazylika z transeptem, korpus i transept o wysokich proporcjach. Prezbiterium niższe, trójnawowe, zamknięte prostą ścianą. Do południowej ściany transeptu przylega kaplica. Zniszczony w 1945 r. Obecnie w trakcie gruntownej konserwacji. |            |
| Wismar               | Kościół św. Mikołaja                                                      | Od 1380, ukończony w 2 poł. XV w.               | Monumentalna, trójnawowa bazylika (nawa główna i prezbiterium wysokie na 37 m.) z ambitem z trójbocznie zamkniętymi kaplicami. Przy nawach bocznych kaplice, w tym para czteroprzęsłowych kwadratowych wspartych na środkowym filarze. Za przykład posłużył lubecki kościół NMP. Wewnątrz m.in. dwa tryptyki z XV w. krucyfiks typu triumfalnego z kościoła NMP, barokowy ołtarz główny. |            |
| Wismar               | Kościół NMP                                                               | 1339 – XV w.                                    | Trójnawowa bazylika z ambitem z wieńcem trójbocznie zamkniętymi kaplicami. Przy nawach bocznych kaplice, w tym para czteroprzęsłowych kwadratowych wspartych na środkowym filarze. Wzorowany na lubeckim kościele NMP. Zniszczony w 1960 przez wysadzenie w powietrze naw i prezbiterium, uszkodzonych w czasie II wojny światowej; pozostawiono tylko wieżę z kaplicami bocznymi. Elementy wyposażenia obecnie w innych świątyniach Wismaru, Schwerinu i Neustadt-Glewe. |            |
| Wismar               | Dom Alter Schwede („Stary Szwed”)                                         | ok. 1380                                        | Przykład niskiego XIV-wiecznego mieszkalnego domu mieszczańskiego. Składa się z jednej kondygnacji oraz wysokiego poddasza. Reprezentacyjny charakter ma fasada z wysokim, trójosiowym szczytem schodkowym ozdobiony parzystymi blendami. Obecnie dom gościnny. |            |
| Wismar               | Budynek Archidiakonatu                                                    | ok. 1450 w.                                     | Dawna siedziba archidiakona położona przy placu obok kościoła NMP. Wzniesiony na planie prostokąta gmach ma dwie kondygnacje, dolną niższą i górną mieszczącą reprezentacyjne pomieszczenia. Elewację zdobi linearna dekoracja zendrówkowa, ceramiczne fryzy i przede wszystkim ozdobiony blendami i ceramicznymi rozetami szczyt schodkowy z krenelażem. |            |
| Wismar               | Brama Wodna                                                               | 3 tercja XV w.                                  | Brama Wodna stanowi część obwarowań, do których należały bramy Poeler, Rostocka, Mecklenburska, Lubecka oraz zachowana do dziś Brama Wodna, przez którą wiedzie trakt z rynku do nadmorskiego portu. Obecnie w bramie Klub Marynarza (Club Maritim). |            |
| Wolgast              | Kościół św. Piotra                                                        | 1280-1350                                       | Trójnawowa bazylika z chórem i ambitem, wzniesiona na miejscu starszej świątyni. W ambicie fragmenty malowideł ściennych z XIV w., kamień z XII w. z postacią mężczyzny z lancą, mosiężne epitafium Filipa I księcia Pomorza i Wołogoszczy. z 1560 r. |            |
| Wolgast              | Kaplica św. Gertrudy                                                      | ok. 1420                                        | Centralna dwunastoboczna kaplica pogrzebowa – plan jest ideową kopią Grobu Pańskiego w Jerozolimie. Wewnątrz nakryta jest sklepieniem gwiaździstym wspartym na centralnie usytuowanym filarze. Na zewnątrz naroża murów są wsparte szkarpami. Ściany są przeprute wielkimi ostrołukowymi oknami. Kaplica nakryta jest dachem zwieńczonym smukłą wieżyczką. |            |

### Szlezwik-HolsztyniHamburg
| Miejscowość | Zabytek                                     | Daty budowy                                                               | Podstawowe informacje | Ilustracja |
| Bordesholm  | Zespół klasztorny Augustianów               | 1125, XIV–XV w.                                                           | Trójnawowa hala z zamkniętym wielobocznie prezbiterium. Na wysokości prezbiterium nawy boczne są oddzielone od chóru wysokimi murami. Wnętrze nakryte sklepieniem krzyżowo żebrowym. Wystrój tworzą m.in. ołtarz główny z 1727 z obrazem Chrzest Chrystusa XV-wieczny krucyfiks, stalle z 1509 r. ołtarze Św. Augustyna i Ojców Kościoła z pocz XVI stulecia. Pośrodku nawy późnogotycki brązowy nagrobek księżnej Anny z Brandenburga (+1514) |            |
| Cismar      | Dawne opactwo Benedyktynów.                 | XIII w.                                                                   | Do dziś zachowało się wschodnie ramię klasztoru i kościół NMP. Wielokrotnie przebudowywany, jednonawowy z wielobocznie zamkniętym prezbiterium. Wnętrze nakryte jest sklepieniem krzyżowo-żebrowym. Ołtarz główny zdobi gotycki tryptyk z 1315, jeden z najstarszych tego typu dzieł, z rzeźbionymi i malowanymi kwaterami ilustrującymi cykl chrystologiczny. Obecnie klasztor należy do muzealnej fundacji Stiftung Schleswig-Holsteinische Landesmuseen. Główna siedziba muzeum znajduje się w zamku Gottorf w Szlezwiku. |            |
| Hamburg     | Kościół św. Piotra                          | 1195 r. – pierwsza wzmianka. Obecny kościół z XIV–XV w. 1516 (wieża)      | Trójnawowa hala z poligonalnie zamkniętym prezbiterium i wysoką wieżą zachodnią (132 m.) Nawy boczne są nakryte dachami poprzecznymi. Wewnątrz m.in. figura arcybiskupa hamburskiego Ansgara, dzieło Bernta Notke. Do XIX wieku znajdował się tu gotycki ołtarz główny Mistrza Bertrama (obecnie w hamburskim Kunsthalle). |            |
| Hamburg     | Kościół św. Jakuba                          | Wzmiankowany w 1255. Wzniesiony w 1350-1400, wielokrotnie przebudowywany. | Trójnawowa hala z poligonalnie zamkniętym prezbiterium i nawami bocznymi. Od strony zachodniej wieża ze współczesnym hełmem wysoka na 123 m. Wewnątrz m.in. późnogotyckie ołtarze: główny Świętej Trójcy, oraz ołtarze Św. Piotra i Św. Łukasza (dzieło Hinrika Bornemanna). Barokowe organy z 1693 r. dzieło Arpa Schnitgera |            |
| Hamburg     | Kościół św. Katarzyny                       | 1256 – XV w.                                                              | Trójnawowa pseudohala o poligonalnym zamknięciu wschodnim z chórem zintegrowanym (wschodnie przęsło ambitu odpowiada wysokości przęseł chóru i nawy głównej). Od strony zachodniej wieża, wysoka na 112 m. na rzucie kwadratu; najwyższą kondygnację ma na planie oktogonu; zwieńczona wysokim, barokowym dwukondygnacyjnym hełmem z XVII w. Wewnątrz m.in. obraz Wilma Dedeka z przedstawieniem Ukrzyżowania namalowany ok. 1500. |            |
| Lubeka      | Stare Miasto                                |                                                                           | Stare Miasto jest wyspą otoczoną dwoma odnogami rzeki Trave. Lokowane w 1226 na prawie lubeckim przez Fryderyka II Hohenstaufa. Wpisane na listę światowego dziedzictwa UNESCO. Ze względu na charakterystyczną panoramę Lubeka nazywana jest „Miastem Siedmiu Wież” |            |
| Lubeka      | Kościół Mariacki                            | Od 1251, ukończony ok. 1350, kaplice – schyłek XIV w.                     | Ufundowany przez obywateli miasta jest symbolem władzy i bogactwa dawnej Hanzy. Wielka (wys. nawy głównej 38 m.) bazylika o trójnawowym korpusie nawowym (z kaplicami) i prezbiterium otoczonym ambitem z wieńcem trójbocznie zamkniętych kaplic. Od zachodu fasada z dwoma wielokondygnacyjnymi wieżami (wys. 125 m.). Służył za wzór budowniczym kilkudziesięciu kościołów basenu Morza Bałtyckiego (m.in. w Wismarze, Bad Doberan, Stralsundzie, Stargardzie). Cenne wyposażenie wnętrza, m.in. gotyckie tryptyki, sakramentarium, rzeźby i obrazy, liczne nowożytne epitafia. Od 1668 do 1708 organistą kościelnym był Dietrich Buxtehude. |            |
| Lubeka      | Ratusz                                      | 1340–50, znany jako Langes Haus 1298–1308, Kriegsstubenbau 1442–1444      | Zbudowany na planie prostokąta z dwoma wewnętrznymi dziedzińcami. Dwukondygnacyjny budynek ratusza ma podcienia z arkadami, elewacje pierwszego piętra wieńczą mury parawanowe z przeźroczystymi oknami i smukłymi cylindrycznymi wieżyczkami. Wewnątrz przyziemia były kantory złotników i stała waga miejska. Na pierwszej kondygnacji kancelaria, reprezentacyjne sale, obrad rady miejskiej oraz lokalnego parlamentu. |            |
| Lubeka      | Katedra św. Mikołaja i św. Jana Chrzciciela | 1173-1247, 1266 – XV w.                                                   | Fundacja Lenryka Lwa. Trójnawowa bazylika z transeptem i wielobocznie zamkniętym prezbiterium z ambitem. Od zachodu dwuwieżowa fasada. Od str. północnej reprezentacyjna kruchta – zw. Rajskim portykiem, romańska z XIII w. Wewnątrz m.in. dzieła Bernta Notkego – krucyfiks triumfalny oraz przegroda chórowa, ozdobiona zegarem z XVII w., późnogotycka chrzcielnica z 1455 r. Gotyckie tryptyki z XV w. |            |
| Lubeka      | Brama Holsztyńska                           | 1466–78                                                                   | Monumentalna czterokondygnacyjna brama z dwoma cylindrycznymi wieżami zwieńczonymi stożkowymi hełmami). Elewacje zdobi dekoracja zendrówkowa oraz fryzy z terakoty. Elewacja od strony miasta ma charakter reprezentacyjny (bogata artykulacja i dekoracja ścian, duże okna), zaś od strony rzeki Trave obronny (otwory strzelnicze). Na osi znajduje się przejście, część środkową zdobią z obu stron schodkowe szczyty. Obecnie w bramie mieści się oddział Muzeum Historii Miasta Lubeki. |            |
| Lubeka      | Brama Zamkowa                               | XIII w.-1444.                                                             | Brama na planie kwadratu, ma formę sześciokondygnacyjnej wieży zwieńczonej barokowym hełmem. Najniższa kondygnacja mieści przejście, górne zdobią rzędy ostrołukowych blend i okien (o odmiennym układzie w każdej z nich) z profilowanymi ościeżami. Nazwa bramy wywodzi się od zamku, od 1227 klasztoru Dominikanów (Burgkloster), sekularyzowanego po reformacji przebudowanego w XIX w. |            |
| Lubeka      | Kościół św. Piotra                          | Od schyłku XIII w. do XV w.                                               | Kościół halowy pięcionawowy, pięcioprzęsłowy, zamknięty trzema poligonalnymi apsydami). Korpus nawowy i prezbiterium są jednolite. Od strony zachodniej kwadratowa w planie, zwieńczona iglicą wysoka (108 m.) wielokondygnacyjna wieża mieszcząca punkt widokowy. Po odbudowie ze zniszczeń z 1942 r. kościół zaadaptowany na salę wystawową, od 2004 kościół uniwersytecki. |            |
| Lubeka      | Kościół św. Jakuba                          | Po 1276 do 1334                                                           | Jednolity kościół halowy trójnawowy zamknięty trzema absydami. Od zachodu kwadratowa w planie wieża. Do naw bocznych i wieży przylegają kaplice. Wewnątrz m.in. barokowy ołtarz główny oraz dwa prospekty organowe z 1504 i 1637, jedne z najstarszych w północnych Niemczech. Punkt Drogi Świętego Jakuba – północnego odcinka szlaku pielgrzymkowego do katedry w Santiago de Compostela. |            |
| Lubeka      | Kościół św. Idziego                         | 1 poł. XIV w.                                                             | Trójnawowa hala zamknięta trzema wielobocznymi absydami i wieżą zachodnią bez wydzielonego prezbiterium. Do naw bocznych i wieży przylegają kaplice. Wnętrze o jednolitej przestrzeni zdobi m.in. XVIII-wieczny ołtarz główny dzieło Hieronymusa Hassenberga, przegroda chórowa z cyklem obrazów Gregoroa von Gehrden, krucyfiks triumfalny z 1500 r., organy z 1451 przekształcone w XVII w. i zmodernizowane w 1919 r. |            |
| Lubeka      | Kościół i dawny klasztor Franciszkanów      | 1300–1330                                                                 | Kościół św. Katarzyny jest trójnawową bazyliką z transeptem i trzema poligonalnymi absydami od wschodu. Na zewnątrz elewacje zachodnia i ramion transeptu mają dwuosiowy podział. We wnękach znajdują się figury Ernsta Barlacha. Wewnątrz znajdują się m.in. gotyckie freski, krucyfiks triumfalny, stalle, barokowa ambona z 1699 r., obraz Tintoretta Wskrzeszenie Łazarza. Dawne retabulum ołtarza Św. Łukasza, pędzla Hermena Rode znajduje się w lubeckim Muzeum Kultury i Sztuki. Od strony północnej znajdują się zabudowania dawnego klasztoru skupione wokół dwóch wirydarzy.                                                        |            |
| Lubeka      | Szpital Świętego Ducha                      | ok. 1276 – 1286                                                           | Wielki zwarty kompleks budynków – dawnego szpitala, hospicjum i domów pielgrzyma oraz trójnawową halową kaplicą z reprezentacyjną trójosiową fasadą z wieżyczkami. Wewnątrz m.in. przegroda chórowa z obrazami ilustrującymi Żywot Św. Elżbiety, ołtarz Św. Idziego, oraz ołtarz główny z XVI w. Obecnie pełni funkcję świeckiego domu opieki oraz muzeum. |            |
| Lubeka      | Lwia Apteka                                 | XIII-XIV w.                                                               | Zespół dwóch kamienic mieszczańskich, najstarszych tego typu budynków w Lubece. Znany od 1230 r. rozbudowane w XIV w. Uszkodzona przez pożar na pocz. XIX stulecia. Od 1812 mieści aptekę. Trzy i czterokondygnacyjne z zintegrowaną fasadą od ul. Johannisstraße z charakterystycznymi wnękami z oknami i schodkowymi szczytami. |            |
| Lubeka      | Klasztor św. Anny                           |                                                                           | Dawnej klasztor sióstr Augustianek, zniszczony przez pożar w 1843. Odbudowany, obecnie Muzeum Kultury i Sztuki, z cennym zbiorem dzieł związanymi z Lubeką – dzieł rzeźby i gotyckiego malarstwa tablicowego, m.in. dzieła H. Rode, B. Notkego. W muzeum znajduje się Ołtarz Świętej Anny pędzla Hansa Memlinga. |            |
| Meldorf     | Kościół św. Jana                            | 1230–1300                                                                 | Zbudowany na planie krzyża łacińskiego kościół łączy formy romańskie z gotyckimi. Trójnawowa bazylika ma nawy boczne nakryte dachami poprzecznymi. Od wschodu zamknięty prostą ścianą. Od zachodu monumentalna wieża. Wewnątrz m.in. gotyckie freski na sklepieniach, z wątkami z życia Jezusa i Marii. Ołtarz główny z późnogotyckim tryptykiem pasyjnym z 1520 i 1572 r. Ponadto figury z dawnego ołtarza NMP z XV w. Nowożytność reprezentują m.in. monumentalna manierystyczna przegroda chórowa i ambona z 1620 r. |            |
| Szlezwik    | Katedra św. Piotra                          | Znana już w 1134, obecny kościół powstał w 1275–1320 r.                   | Trójnawowa hala z wydzielonym prezbiterium z nawami bocznymi, wszystkie o wielobocznym zamknięciu. Od zachodu wysoka na planie kwadratu wieża (wys 112 m.). Od strony północnej do katedry przylega monasterium kanonickie z krużgankami. Zachowały się fragmenty romańskiego kościoła (m.in. tzw. portal Św. Piotra). Wystrój wnętrza tworzą m.in. wielki ołtarz główny z rzeźbami Hansa Brüggemanna, z wielkim cyklem pasyjnym wzorowanym na „Małej Pasji” Albrechta Dürera. |            |

### Brandenburgia,BerliniSaksonia-Anhalt
| Miejscowość        | Zabytek                                          | Daty budowy                                               | Podstawowe informacje | Ilustracja |
| Bad Wilsnack       | Kościół św. Mikołaja                             | XIV w.                                                    | Trójnawowa hala z transeptem i poligonalne zamkniętym prezbiterium. Dawne centrum pielgrzymkowe w północnych Niemczech. Wewnątrz znajdował się relikwiarz Krwi Pańskiej. Cenny wystrój gotycki, m.in. dwa tryptyki z XV w. (w tym ołtarz główny fundowany przez margrabiego Fryderyka II) oraz figura biskupa Havelbergu Johanna Wöpelitz. Ściany pokrywają fragmenty polichromii. |            |
| Berlin             | Kościół Mariacki                                 | 1300-1380, rozbudowany w 1413 r.                          | Trójnawowa hala z wydzielonym poligonalnie zamkniętym prezbiterium, wieżą zachodnią i rzędem kaplic przy południowej nawie n zewnątrz zwieńczonych schodkowymi szczytami. Wewnątrz m.in. barokowy ołtarz główny z obrazami. C.B. Rode, organy z ozdobnym prospektem z XVII w. ambona A. Schlütera, gotycka chrzcielnica, XV-wieczne malowidło przedstawiające Taniec śmierci, |            |
| Berlin             | Kościół św. Mikołaja                             | 1230, 1778-ok.1450                                        | Trójnawowa hala z kaplicami bocznymi, poligonalnie zamkniętym prezbiterium z dwukondygnacyjnym ambitem i kaplicami. Od zachodu dwuwieżowy westwerk, Zniszczony w 1945, odbudowany w latach 1982–1987. Najstarszy kościół Berlina. Obecnie sala koncertowa. |            |
| Berlin             | Tzw. Zielone Opactwo (Graues Kloster)            | Schyłek XIII w – XIV w.                                   | Dawny klasztor Franciszkanów. Składał się z trójnawowej bazyliki o czteroprzęsłowym korpusie nawowym i dwuprzęsłowym prezbiterium, którego poligonalne zamknięcie ma większą szerokość. Do kościoła przylegały zabudowania klasztorne z krużgankiem wokół czworobocznego wirydarza. Zniszczony w 1945 obecnie w ruinie. |            |
| Brandenburg        | Kościół św. Katarzyny                            | 1401-1434.                                                | Główny kościół historycznego Nowego Miasta. Trójnawowa hala z zintegrowanym korpusem nawowym z kaplicami bocznymi i poligonalnie zamkniętym prezbiterium z ambitem. Od strony zachodniej masywna wieża. Bogato dekorowane elewacje kaplicy Mariackiej z ażurowymi szczytami zdobionymi ceglanymi rozetami, łączone z Henrykiem Brunsbergiem i jego warsztatem. Wewnątrz m.in. gotyckie polichromie, rzeźbione piaskowcowe retabulum, ołtarz główny z malowidłami Gerharda Wegera, XV-wieczna chrzcielnica.                                                                        |            |
| Brandenburg        | Katedra św. Piotra i Pawła                       | Zbudowany w latach 1165–1240                              | Trójnawowa bazylika z transeptem i wielobocznie zamkniętym prezbiterium i wieżą zachodnią. Wewnątrz m.in. XIII-wieczne witraże, romański krucyfiks, gotyckie ołtarze w tym główny z 1518 r. Jeden z pierwszych gotyckich ceglanych kościołów na terenie dawnej Marchii Brandenburskiej. |            |
| Brandenburg        | Kaplice św. Piotra i św. Jakuba                  | 1157, XIV w., 1551 oraz 1320-1350                         | Kaplica Św. Piotra usytuowana jest na wyspie katedralnej. Dwunawowa na planie prostokąta. Wnętrze jest nakryte sklepieniem kryształowym. Kaplica Św. Jakuba – jednonawowa z ośmioboczną wieżą od wschodu. |            |
| Brandenburg        | Dawny klasztor Dominikanów z kościołem św. Pawła |                                                           | Kościół jest trójnawową halą z długim, wielobocznie zamkniętym prezbiterium. Od strony północnej rozległe zabudowania klasztorne skupione wokół czworobocznego wirydarza. Od XIII w. do reformacji siedziba brandenburskich Dominikanów, zniszczony w 1945 i odbudowany z przeznaczeniem na salę koncertową (kościół) i muzeum archeologiczne (klasztor). |            |
| Brandenburg        | Dawny klasztor Franciszkanów                     | 1237-XV w.                                                | Kościół św. Jana, dwunawowy, z niższą nawą boczną z długim wielobocznie zamkniętym prezbiterium. Od północy resztki zabudowań klasztornych. Pierwotną funkcję pełnił do reformacji. Potem w klasztorze znajdował się m.in. browar. Zniszczony w 1945 obecnie w trakcie odbudowy. |            |
| Brandenburg        | Ratusz Staromiejski                              | 1470-1480                                                 | Wzniesiony na plenie prostokątnym z reprezentacyjną fasadą od strony rynku, z wieżą na osi. Lica ścian zdobią liczne blendy, ceglane rozety. Do wnętrza prowadzi portal z ozdobną rozetą w tympanonie i ceglaną okładziną. Przed ratuszem monumentalny posąg Rolanda z 1474 r. |            |
| Brandenburg        | Mury miejskie                                    | XIV, XV w.                                                | Zachowały się fragmenty murów miejskich wraz z basztami i bramami: Steintorturm, Plauer Torturm (na planie okrągłym), Rathenhower Torturm (kwadratowa), Mühlentorturm (oktagonalna) ze smukłymi blendami w każdym boku. |            |
| Chorin             | Dawne opactwo Cystersów                          | 1273-1334, XV w.                                          | Wielki klasztor Cystersów, sekularyzowany w 1542 obecnie w częściowej ruinie. Kościół jest trójnawową bazyliką z transeptem i poligonalnie zamkniętym prezbiterium i trójdzielną zachodnią fasadą, którą zdobią trzy okna, liczne blendy i wieńczące każdą nawę szczyty z wimpergami i fialami. Okna zachowały częściowo ceglene maswerki. Zachowały się budynki klasztorne skupione wokół czworobocznego wirydarza, m.in. zachodnie skrzydło z dwunawową Salą Książęcą, furta z blendowym szczytem. Nieopodal dwunawowy budynek kuchni oraz browar z ozdobną elewacją wejściową. |            |
| Frankfurt nad Odrą | Kościół Mariacki                                 | 1253–1367, prezbiterium ukończone w 1367, kaplice w XV w. | Wielka pięcionawowa hala z transeptem, wydzielonym poligonalne zamkniętym prezbiterium z obejściem, wielokondygnacyjną wieżą (pierwotnie fasada była dwuwieżowa) i zespołem kaplic bocznych. Elewacje kaplic korpusu nawowego wieńczy zębaty mur parawanowy z blendami i wieżyczkami. Dwa wejścia zdobią portale fundowane przez cesarza Karola Luksemburskiego. Wewnątrz gotycki ołtarz główny z naturalnej wielkości figurami, brązowa chrzcielnica z 1376 barokowe epitafia.                                                                                                   |            |
| Frankfurt nad Odrą | Ratusz                                           | Znany jest od 1253, obecny pochodzi z XIV w.              | Wzniesiony na planie czworoboku z wewnętrznym dziedzińcem ratusz jest w całości dwukondygnacyjny. Powstał w wyniku połączenia w całość dawnych hal targowych, starszego ratusza i domów kupieckich. Reprezentacyjny charakter ma fasada południowa o wysokim trójosiowym szczycie z wimpergami, w których umieszczone są rozety o ceramicznej dekoracji maswerkowej. Wertykalizm elewacji podkreślają cztery wysmukłe sterczyny. Obecnie pełni funkcję galerii wystawowej. |            |
| Havelberg          | Katedra NMP                                      | 1150-1170, 1279-1330.                                     | Wzniesiona na miejscu starszej romańskiej świątyni Premonstratensów. Trójnawowa bazylika z transeptem, poligonalnie zamkniętym prezbiterium i romańskim westwerkiem. Od str. pd. do kościoła przylegają zabudowania monasterium skupione wokół wirydarza. Elewacje zach i pd skrzydła zdobią schodkowe szczyty. Wewnątrz katedry gotycki wystrój, m.in. Grupa Ukrzyżowania z 1300, świeczniki, przegroda chórowa z bogatą dekoracją rzeźbiarską, stalle, pomniki nagrobne i witraże. Z czasów nowożytnych pochodzą chrzcielnica, ołtarz główny i prospekt organowy.               |            |
| Jüterbog           | Mury miejskie                                    | XIV–XV w.                                                 | Zachowały się fragmenty murów, pięć baszt oraz trzy bogato zdobione blendami i fryzami bramy miejskie Dammtor, Neumarktertor – dwuwieżowe oraz Zinnaer Tor. |            |
| Jüterbog           | Ratusz                                           | 1478-1506                                                 | Prostokątny, dwukondygnacyjny budynek z ryzalitem z arkadowymi podcieniami przed wejściem. W drugiej kondygnacji reprezentacyjna sala. Ryzalit wieńczy schodkowy szczyt z parzystymi blendami. |            |
| Jüterbog           | Kościół św. Mikołaja                             | 1366-1501                                                 | Monumentalna trójnawowa hala z poligonalnie zamkniętym prezbiterium z obejściem. Od zachodu kamienna, dwuwieżowa fasada. Północna kaplica zdobi schodkowy szczyt. Wewnątrz m.in. cztery kwatery gotyckiego retabulum ołtarza głównego z 1430 r. figura opłakującej Marii z 1530, ołtarz z obrazami L. Cranacha Starszego, tabernakulum z 1500 r. etc. |            |
| Jüterbog           | Kościół Franciszkanów                            | XIII, XV w.                                               | Trójnawowa hala z niskim, wydzielonym, poligonalnie zamkniętym prezbiterium. Wewnątrz m.in. malowidła ścienne z XV w. chrzcielnica XVI-wieczna, ambona z 1577. |            |
| Jüterbog-Zinna     | Klasztor Zinna                                   | Od 1220, XIV, XV w.                                       | Dawny klasztor Cystersów założony w 1171. Kościół jest trójnawowy przedzielony transeptem zamknięty trzema poligonalnymi absydami. Wewnątrz m.in. gotyckie stalle. Zachowała się częściowo XV-wieczna polichromia i witraże. Z zabudowy klasztornej zachowały się dawny dom pielgrzymkowy i przytułek dla chorych o ozdobnych szczytach z dekoracją blendową. |            |
| Lehnin             | Klasztor Lehnin                                  | Schyłek XI w. – 1262/70, XIV–XV w.                        | Klasztor składa się z późnoromańskiego kościoła, trójnawowej bazyliki z transeptem i prezbiterium z wydzieloną absydą. Wczesnogotycki charakter ma fasada z dwoma kondygnacjami potrójnych ostrołukowych okien. Z dawnego klasztoru Cystersów zachowały się krużganki, oraz gotycki spichlerz i tzw. Dom Królewski (Königshaus) z elewacją frontową zwieńczoną bogato zdobionym szczytem. Wewnątrz kościoła m.in. romański krucyfiks z 1230, gotycki nagrobek margrabiego Ottona IV z 1300 oraz XV-wieczny obraz „Ukrzyżowanie”.                                                  |            |
| Luckau             | Kościół św. Mikołaja                             | Znany od 1291, rozbudowany w XIV w.                       | Trójnawowa hala bez wydzielonego prezbiterium z ambitem i dwuwieżową fasadą zachodnią. Wnętrze nakryte jest sklepieniem sieciowym i gwiaździstym. Kondygnacje wież zdobią ostrołukowe blendy. Południowy portal zdobią kamienne rzeźby łączone z warsztatem Parlerów. Wystrój wnętrza renesansowy, manierystyczny i barokowy (m.in. ambona, ołtarz główny, empora zachodnia z prospektem organowym, dwukondygnacyjne empory z arkadami etc.) |            |
| Prenzlau           | Kościół NMP                                      | 1289-1340 rozbudowany w XV w.                             | Monumentalna trójnawowa hala bez wydzielonego prezbiterium i dwuwieżową fasadą zachodnią. Odbudowany po zniszczeniach wojennych. Na zewnątrz bogata dekoracja architektoniczna (gł. szczyt wschodni z ceglaną wyszukaną dekoracją maswerkową i smukłymi sterczynami), wewnątrz m.in. gotycki tryptyk z 1512. |            |
| Prenzlau           | Mury miejskie z basztami i bramami               | XIII–XV w.                                                | W skład wchodzą baszty Żeglarzy (Seilerturm), Czarownic (Hexenturm) i Prochowa (Pulverturm) oraz bramy Schwedter, Mitteltor i Blindower. Brama Mitteltor stała się wzorem dla baszt zdobiących neogotycki most Oberbaumbrücke w Berlinie. |            |
| Salzwedel          | Kościół Mariacki                                 | XII, XIV–XV w.                                            | Parafia Starego miasta. Pięcionawowa hala z wydzielonym długim, poligonalnie zamkniętym prezbiterium i wysoką oktogonalną wieżą zachodnią. Każde z przęseł naw bocznych ma elewację zwieńczoną trójkątnym szczytem z blendami i nakryte jest własnym dachem poprzecznym. Wnętrze zachowało gotycki wystrój m.in. polichromię z XIII–XV w. i witraże z XIV w. Ponadto ołtarz główny z 1510, XIV-wieczne stalle i krucyfiks, renesansowa chrzcielnica i ambona. |            |
| Salzwedel          | Kościół św. Katarzyny                            | 1247-XV w.                                                | Parafia Nowego Miasta. Trójnawowa bazylika z poligonalnie zamkniętym prezbiterium i wieżą zachodnią. Wewnątrz m.in. późnogotycki ołtarz główny, późnogotycka chrzcielnica, witraże oraz ambona z 1552. |            |
| Salzwedel          | Dawny ratusz                                     | 1509 r.                                                   | Trójkondygnacyjny budynek (najwyższe piętro umieszczone jest w poddaszu) o dwóch skrzydłach, Skrzydło północne składa się z dwóch przylegających do siebie prostokątnych budowli. Elewacje zewnętrzne zdobią szczyty schodkowe (ściany krótszych boków oraz lukarny), ponadto jeden z dachów wieńczy ośmioboczna wieżyczka. Obecnie siedziba sądu. |            |
| Salzwedel          | Mury miejskie                                    | XIV–XV w.                                                 | Zachowały się fragmenty murów miejskich, z bramami Kamienną (Steintorturm), Neuperver Tor oraz baszta Karola (swoją nazwę zawdzięcza portretowi cesarza Karola IV Luksemburskiego. Czworoboczna w planie Brama Kamienna zwieńczona jest schodkowym szczytem z ceglaną dekoracja maswerkową). |            |
| Stendal            | Kościół Mariacki                                 | XIV–XV w.                                                 | Główna fara miejska, bezpośrednio przylega do ratusza. Trójnawowa hala z poligonalnie zamkniętym prezbiterium i dwuwieżowa fasadą zachodnią. Wewnątrz m.in. późnogotycka krata oddzielająca chór od korpusu nawowego z figurami Apostołów i sceną Koronacji NMP, stalle z 1508, ołtarz główny – tryptyk z 1471. Ponadto zespół renesansowych, manierystycznych i barokowych epitafiów i nagrobków. |            |
| Stendal            | Katedra św. Mikołaja                             | 1423 – ok. poł XV w.                                      | Dawny kościół klasztorny Augustianów. Trójnawowa hala bez wydzielonego prezbiterium i dwuwieżową fasadą i kaplicami bocznymi. Wewnątrz cenne dzieła sztuki z XV wieku, m.in. stalle z dekoracją figuralną, piaskowcowa Grupa Ukrzyżowania z 1430 oraz wielki zespół witraży w prezbiterium (ok. 1600 szyb) z 1420-1470 r. |            |
| Stendal            | Ratusz                                           | XV w.                                                     | Dwuskrzydłowy gmach z XV – XVI w. Składa się z części gotyckiej i renesansowej. Część gotycką tworzy dwukondygnacyjne południowe skrzydło, w dolnej części znajdują się arkadowe podcienia, w górnej dawna sala rady miejskiej z ozdobnym wystrojem. Przed gmachem monumentalna figura Rolanda. |            |
| Stendal            | Fortyfikacje                                     | XIV – XV w.                                               | W skład obwarowań wchodzą m.in. baszta Prochowa (Pulverturm), oraz monumentalne bramy Uenglingen Tor i Tangermünde Tor, obie wzniesione na planie kwadratu, górna kondygnacja na planie koła. Elewacje zdobi bogata dekoracja złożona z kombinacji układów blend. Prawdopodobnie dzieła S. Boxhede, budowniczego znanego w Stendal oraz Tangermünde. |            |
| Tangermünde        | Ratusz                                           | ok. 1430 i 1480                                           | Ratusz składa się z dwóch prostokątnych skrzydeł z podcieniami i ozdobnymi elewacjami. Starsze jest skrzydło wschodnie, dzieło Hinricha Brunsberga o dwóch kondygnacjach i wysokim poddaszu. Trójosiowa fasada o ostrołukowych oknach z maswerkami na piętrze wieńczy potężny szczyt schodkowy z wielobocznymi sterczynami oraz ażurowymi rozetami z cegły glazurowanej. Skrzydło południowe z 1480 z wejściem głównym ma skromniejszą dekorację. Siedziba Muzeum Regionalnego.                                                                                                   |            |
| Tangermünde        | Kościół św. Szczepana                            | XI w., 1376 – pocz. XVI w.                                | Trójnawowa hala z transeptem, poligonalnie zamkniętym prezbiterium z ambitem. Od zachodu potężny westwerk z dwoma wieżami, z których północną wieńczy barokowy hełm. Elewacje transeptu zdobią portale z bogatą dekoracją ceglano-ceramiczną. Wnętrze o jednolitej przestrzeni i strukturze architektonicznej zdobi barokowy wystrój, m.in. ołtarz główny, ambona z 1619 dzieło Christopha Dehne z Magdeburga, prospekt organowy z 1624. |            |
| Tangermünde        | Mury miejskie                                    | XIV–XV w.                                                 | W całości zachowane obwarowania z bramami Hünerdorfer Tor, Neustädter Tor i Elbtor z charakterystyczną dekoracją geometryczną z różnobarwnych cegieł. Są to dzieła budowniczego S. Boxthude. Spośród nich wyróżnia się brama Neustädter Tor z trzema basztami po bokach, najwyższa z nich zdobią ostrołukowe blendy na ściance balkonu oraz na zwieńczeniu z krenelażem. Budynek bramny zdobią blendy z tarczami herbowymi, które niegdyś zawierały program heraldyczny. |            |

### Dolna SaksoniaiBrema
| Miejscowość      | Zabytek                                | Daty budowy              | Podstawowe informacje | Ilustracja |
| Bardowick        | Kościół ŚŚ. Piotra i Pawła             | 1389-1485                | Trójnawowa hala z wydzielonym, poligonalnie zamkniętym prezbiterium. Od zachodu dwie oktogonalne wieże. Wnętrze zachowało cenny gotycki wystrój – ołtarz gł. z późnogotyckim poliptykiem z figurami świętych i Marii z Dzieciątkiem, stalle z 1478, chrzcielnica z XIV w. |            |
| Brunszwik        | Liberei (biblioteka)                   | 1413–1422                | Zbudowana na planie prostokąta dwukondygnacyjna biblioteka posiada na zewnątrz bogatą dekorację (m.in. ceramiczny fryz z motywem lwa, kamienne aplikacje – herby księstwa, miasta, oraz Johanna Embera – prałata brunszwickiego kościoła Św. Andrzeja, założyciela biblioteki). Północną i południową elewację wieńczą schodkowe szczyty. Najstarszy zachowany do dziś budynek biblioteki na północ od Alp. Obecnie mieści się siedziba gminy ewangelickiej oraz lapidarium. |            |
| Brema            | Kościół św. Jana                       | 1258-XV w.               | Dawny klasztor Franciszkanów. Kościół jest trójnawową halą z wyodrębnionym poligonalnie zamkniętym prezbiterium. Do XIX w. znajdowały się zabudowania klasztoru Franciszkanów skupione wokół czworobocznego wirydarza. Trójosiowa fasada zwieńczona jest bogato dekorowanym szczytem. Ponad narożnymi przyporami wznoszą się niewielkie ośmioboczne wieżyczki. |            |
| Brema            | Kościół św. Marcina                    | XIII–XV w.               | Wzniesiona na romańskim zrębie trójnawowa hala z krótkim, wyodrębnionym, poligonalnie zamkniętym prezbiterium. Korpus nawowy nakryty jest trzema dachami poprzecznymi. Elewacje naw bocznych (każde z nich posiada po dwa okna) wieńczą trójkątne szczyty. Od str. południowo-zachodniej kwadratowa wieża. Wewnątrz m.in. gotyckie freski z 1300 r., barokowy organy, liczne epitafia oraz ambona z XVII w. |            |
| Brema            | Stary Ratusz                           | 1405–1409; 1596–1612.    | Zbudowany na planie prostokąta przebudowany przez Lüdera von Bentheima w stylu renesansu wezerskiego. Reprezentacyjna fasada powstała na bazie planów niderlandzkich architektów Jana Vredemana de Vries, Hendricka Goltziusa i Jakuba Florisa. Elewacje boczne zachowały pierwotny gotycki charakter. |            |
| Ebstorf          | Klasztor Ebstorf                       | XIV w.                   | W skład kompleksu wchodzi kościół oraz zabudowania klasztorne skupione wokół wirydarza z długim skrzydłem północnym do którego przylegają liczne aneksy, będące niegdyś budynkami gospodarczymi. Dawny klasztor Benedyktynów, dawniej Premonstratensów. Miejsce wykonania słynnej XIII-wiecznej mapy świata znanej dziś jedynie z licznych replik. |            |
| Fürstenau        | Klasztor Börstel                       | Od poł XIII w.           | Dawne opactwo Cysterek, założone ok. 1244 r. przez grafa Johanna I von Oldenburg. Główną część opactwa tworzy dwunawowy kościół NMP z prostokątnie zamkniętym prezbiterium, świątynię charakteryzuje oszczędność dekoracji elewacji i niewielka ilość okien. Do kościoła przylegają dwa skrzydła mieszczące m.in. ceglany krużganek. W skład klasztoru wchodzą także liczne budynki o konstrukcji szkieletowej rozproszone w okolicy głównej części opactwa. |            |
| Hanower          | Kościół św. Jerzego i Jakuba           | XIV–XV w.                | Trójnawowa hala z poligonalnie zamkniętym prezbiterium i masywną wieżą zachodnią. Nakryte sklepieniem krzyżowo-żebrowym wnętrze cechuje surowość ceglanych ścian. Wystrój tworzą m.in. ołtarz główny, gotycki poliptyk, ołtarz otwarty prezentuje rzeźbione sceny z Pasji Chrystusa, zamknięty wątki hagiograficzne patronów świątyni; późnogotycka chrzcielnica z ok. 1500 r., epitafia i rzeźby (XVII-XX w.). |            |
| Hude (Oldenburg) | Opactwo Hude                           | XII – XV w.              | Dawny klasztor Cystersów z kościołem NMP (trójnawową bazyliką z transeptem, trójnawową częścią prezbiterialną) oraz zabudową klasztorną skupioną wokół czworobocznego wirydarza. Swoją pierwotną funkcję pełnił do 1536 r. Obecnie w ruinie. |            |
| Lüneburg         | Kościół św. Jana                       | 1300–1370                | Wielka pięcionawowa hala z masywną wieżą zachodnią. Wnętrze o jednorodnej przestrzeni, przestrzeń prezbiterialną wydziela przegroda chórowa. Przy nawach bocznych kaplice. Wnętrze nakryte sklepieniem krzyżowo-żebrowym kryje liczne dzieła sztuki, m.in. szafiasty ołtarz główny z 1430 (rzeźby) i 1485 (malowidła), cenne organy renesansowo-barokowe (1551-1553 oraz 1712-1715), sakramentarium (ok. 1480), późnogotyckie, ołtarz baldachimowy z figurą św. Jana Ewangelisty (1400), kandelabr, dar cechu kuśnierzy (ok. 1490), liczne epitafia i obrazy z renesansu i baroku. |            |
| Lüneburg         | Am Sande – zespół domów mieszczańskich | XV – XVI w.              | Zespół 1-3-kondygnacyjnych domów mieszczańskich o wysokich poddaszach i reprezentacyjnych kilkuosiowych fasadach z portalami, oknami i blendami o profilowanych ościeżach. Elewacje wieńczą schodkowe szczyty. Wśród kilkunastu gotyckich domów wyróżniają się Am Sande 1, 9, 11, 53 oraz 54. |            |
| Lüneburg         | Kościół św. Michała                    | 1375 r.                  | Trójnawowa hala z krótkim, wydzielonym, poligonalnie zamkniętym prezbiterium. Od zachodu potężna wieża. Mury lateralne korpusu nawowego wspierają gęsto rozstawione przypory. Wystrój wnętrza tworzą m.in. wczesnobarokowa ambona oraz organy, na których grali uczniowie przykościelnej Szkoły Św. Michała (Michaelisschule) – Christian Hoburg, Johann Sebastian Bach, Johann Daniel Overbeck, Johann Abraham Peter Schulz. |            |
| Lüneburg         | Kościół św. Mikołaja                   | 1407–1440                | Monumentalna pięcionawowa bazylika z zintegrowanym, poligonalnie zamkniętym prezbiterium z wieńcem kaplic. Ponadto kaplice przylegają do naw bocznych. Od strony zachodniej wysoka wieża (92,7 m.) Od zewnątrz nawy główne są wsparte na ceglanych łukach oporowych. Wnętrze nakryte sklepieniem gwiaździstym kryje m.in. gotyckie retabulum ołtarza głównego z 1440, dzieło Hansa Snitkera Starszego i Hansa Bornemanna, ponadto kilka rzeźbionych i malowanych kwater z 1425 r.                                                                                                  |            |
| Marienhafe       | Kościół NMP                            | XIII w.                  | Trójnawowa bazylika z transeptem i prezbiterium zamkniętym ścianą prostą. Od zachodu potężna, kwadratowa wieża. Zwarta bryła, kubiczność i brak dekoracji cechują elewacje zewnętrzne kościoła. Wewnątrz m.in. barokowe organy z 1713 r. |            |
| Verden (Aller)   | Katedra                                | 1290–1323 oraz 1473–1490 | Wzniesiona na miejscu romańskiej świątyni katedra jest trójnawową halą z niskim transeptem i poligonalnie zamkniętym prezbiterium i ambitem ulokowanymi ponad gotycką kryptą. Wewnątrz m.in. późnoromańska chrzcielnica, gotyckie stalle, renesansowe nagrobki biskupów. Do kościoła przylegają zabudowania monasterium kanonickiego |            |
| Wienhausen       | Klasztor Wienhausen                    | 1230-XIV w.              | Założony przez biskupa Hildesheim Konrada II klasztor był od 1244 do reformacji konwentem Cysterek. Tworzy go zabudowa wokół czworobocznego wirydarza. Elewacje kaplicy i skrzydeł budynków klasztornych zdobią schodkowe szczyty. Klasztor kryje liczne dzieła sztuki, m.in. zespół malowideł ściennych z XIV w. liczne tapiseria z XIV–XV w. z przedstawieniami Żywotów świętych Dziewic, Speculum Humanae Salvationis i Legendą o Tristanie i Izoldzie. Ponadto kolekcja zabytkowych okularów.                                                                                  |            |

## Polska

### Pomorze Gdańskie, Warmia i Mazury
| Miejscowość                                            | Zabytek                                                                                                 | Daty budowy | Podstawowe informacje | Ilustracja |
| Bartoszyce                                             | Kościół św. Jana Ewangelisty i Matki Boskiej Częstochowskiej                                            | 2. ćwierć XIV w.-pocz. XV w., przed 1487 późnogotycka przebudowa | Trójnawowa bazylika będąca efektem późnogotyckiej przebudowy sprzed 1487 r. Smukłe wnętrze nawy głównej przekryte sklepieniem o motywach 4 gwiazd w każdym przęśle. |            |
| Braniewo                                               | Kościół Św. Katarzyny                                                                                   | 1343-1381 (korpus nawowy) 1420 (wieża). | Trójnawowa hala z poligonalnie zamkniętymi nawami bocznymi i prezbiterium. Od zachodu masywna kwadratowa w rzucie wieża. Doszczętnie zniszczony w 1945, odbudowany w latach 1979–1986. Wnętrze nakryte sklepieniem gwiaździstym, czteropolowym posiada m.in. późnogotycki tryptyk z końca XV w. |            |
| Chełmno                                                | Historyczne centrum Chełmna                                                                             | XIII–XV w. | W 1232 miasto lokowane przez Krzyżaków na prawie chełmińskim. Zachował się niemal w całości zespół gotyckich kościołów oraz fragmenty obwarowań. Stare Miasto szczyci się malowniczym położeniem i charakterystyczną panoramą. |            |
| Chełmno                                                | Kościół Mariacki                                                                                        | 1280–1320/1333 | Trójnawowa hala z wydzielonym prostokątnym prezbiterium i dwoma wieżami od strony zachodniej (wieża północna ukończona). Nawy boczne są nakryte poprzecznymi dachami, elewacje zewn. zdobią trójkątne szczyty. Wewnątrz zachowały się liczne dzieła gotyckiej rzeźby architektonicznej i figuralnej (m.in. figury apostołów) gł. z XIV w. |            |
| Chełmno                                                | Kościół Świętych Jakuba i Mikołaja                                                                      | Wzniesiony w XIII w., XIV w. (prezbiterium) | Korpus trójnawowy w układzie pseudobazylikowym o wąskich nawach bocznych, od strony południowo-wschodniej ośmioboczna wieża. prezbiterium jest wydzielone od korpusu, prostokątne, trójprzęsłowe. Od północy przylegały zabudowania klasztorne. Wschodnią i zachodnią elewacja korpusu zdobią szczyty z blendami. Wystrój wnętrza neogotycki z XIX w. |            |
| Chełmno                                                | Kościół Świętych Piotra i Pawła                                                                         | Wzniesiony w XIII w., przebudowany w XIV w. | Trójnawowa bazylika o niesymetrycznym czteroprzęsłowym w planie korpusie z wydzielonym trójprzęsłowym prezbiterium zamkniętym prostokątnie. Dawny kościół Dominikanów, klasztor znajdował się na północ od kościoła. Fasadę zachodnią oraz przylegającą do niej kruchtę zdobią schodkowe szczyty z bogatą dekoracją. Wewnątrz m.in. barokowy ołtarz główny i stalle z XVIII w. |            |
| Chełmno                                                | Mury miejskie                                                                                           | XIV–XV w. | Do dziś zachowały się duże fragmenty murów (łącznie ok. 2 km) oraz bramy (Grudziądzka i Merseburska) oraz 23 baszty (m.in. Prochowa, Mestwina). |            |
| Chełmno                                                | Kościół Św. Ducha                                                                                       | XIV–XV w. | Skromny jednonawowy kościół na planie prostokąta, z kwadratową kilkukondygnacyjną wieżą zachodnią ozdobioną ostrołukowymi blendami. Wewnątrz sala wystawowa. |            |
| Chełmno                                                | Wieża Mestwina i klasztor Cysterek                                                                      | Klasztor założony w 1266, wzniesiony 1310-1320, 1330-1340, wieża Mestwina 3 ćw. XIII w., przebudowana w XV w. | Kościół składa się z dwukondygnacyjnego korpusu nawowego (dolna część dwunawowa, powyżej empora zakonna) i prezbiterium zamkniętego wielobocznie. Cenny wystrój wnętrza m.in. wczesnogotycka płyta nagrobna Arnolda Lischorena (po 1275), gotycka figura Chrystusa z ruchomymi ramionami, manierystyczne organy, ambona i stalle, oraz barokowy ołtarz gł. z XVII w. Obecnie siedziba Sióstr Miłosierdzia. |            |
| Chełmża                                                | Bazylika Świętej Trójcy                                                                                 | Wznoszony etapami od 1251 r. do 2. ćwierci XIV w., odbudowany po zniszczeniach w 1422 r. | Dawna katedra diecezji chełmińskiej, trzynawowa hala z prosto zamkniętym prezbiterium, flankowanym przez dwie kwadratowe wieże. Z planowanych dwóch wież w elewacji zachodniej zrealizowana w pełnej wysokości tylko północna, zwieńczona barokowym hełmem. Zachowała się oryginalna, XIII-wieczna elewacja wschodnia prezbiterium ze sterczynowym szczytem. W trakcie pożaru w 1950 r. zniszczeniu uległy część sklepień, dachy, hełm wieży i belka tęczowa. Zachowane bogate wyposażenie gotyckie, renesansowe i barokowe. |            |
| Dobre Miasto                                           | Kolegiata                                                                                               | 1357-1389 | Kościół wraz z zabudowaniami skupionymi wokół wirydarza tworzą plan czworoboku. Kolegiata trójnawowa halowa bez wydzielonego prezbiterium i wieżą zachodnią. Wewnątrz m.in. gotycki tryptyk Mariacki z 1430 r. przykład późnego stylu pięknego, tryptyk Św. Anny, figura Trójcy Świętej, ponadto bogaty wystrój barokowy z XVII i XVIII w. |            |
| Elbląg                                                 | Katedra Św. Mikołaja                                                                                    | XIII w. W XV w. przebudowany na kościół halowy. | Trójnawowa hala bez wydzielonego prezbiterium i wysoką wieżą zachodnią zwieńczoną manierystycznym hełmem. Odbudowany po zniszczeniach wojennych, zawiera wewnątrz cenne dzieła sztuki gotyckiej z XIV – XV stuleci, m.in. chrzcielnica brązowa z 1387, zespół figur Apostołów, patrona katedry, Grupa Ukrzyżowania. Ponadto zespół gotyckich retabulów ołtarzowych z rzeźbami i malowidłami (ołtarze Trzech Króli, słodowników, NMP, flisaków). |            |
| Frombork                                               | Archikatedra Św. Andrzeja i NMP                                                                         | 1343-1383 | Trójnawowa hala z prostokątnym chórem. Korpus nakryty wspólnym wysokim dachem, na narożach smukłe wieżyczki. Wnętrze zawiera wystrój z XV – XVIII w. Otoczony jest kompleksem obwarowań i budynków kanonii. |            |
| Gdańsk                                                 | | | |            |
| Zespół zabytkowy Gdańska                               | Schyłek XIII w. – XV w.                                                                                 | Zespół zabytkowy tworzą dzieła gotyckiej architektury na terenie Starego Miasta, Głównego Miasta oraz Starego Przedmieścia | |            |
| Kościół Mariacki                                       | 1343–1502                                                                                               | Kościół na planie krzyża łacińskiego, halowy o trzech nawach i kaplicach w korpusie, prezbiterium i transepcie. Od strony zachodniej wysoka na 82 m. wieża, kontrastująca z dziewięcioma wieżyczkami na narożach i dachu. Wnętrze nakryte sklepieniami sieciowymi, kryształowymi i gwiaździstymi. Cenny wystrój wnętrza z XIV–XX wieku (m.in. Pietà, Piękna Madonna Gdańska, Ołtarz Koronacji Marii, nagrobek Bahrów, epitafium Edwarda Blemkego). Największy gotycki kościół ceglany na świecie. | |            |
| Kościół Św. Mikołaja (Dominikanów)                     | Schyłek XIII w. – 1308, poł. XV w. (wieża)                                                              | Przekazany w 1227 r. Dominikanom przez Świętopełka. Zabudowania klasztorne wyburzono w 1813 r. Kościół ocalał ze zniszczeń ostatniej wojny. Trójnawowa hala z prostokątnie zamkniętym prezbiterium. Wnętrze nakryte sklepieniem gwiaździstym zachowało niemal w całości wystrój z XVII i XVIII w. | |            |
| Kościół Św. Katarzyny                                  | Znany od XIII w. Obecny zbudowany w XIV w. (korpus nawowy) XV – pocz. XVI w. (prezbiterium z kaplicami) | Trójnawowa hala z kaplicami bocznymi i prostokątnie zamkniętym prezbiterium z dwoma kaplicami bocznymi. Elewacje wschodnie wieńczą szczyty o odmiennej formie. Od zachodu wieża z barokowym hełmem z 1634 r. Wewnątrz m.in. ołtarz główny z Ukrzyżowaniem Antona Möllera, obraz Wjazd Jezusa do Jerozolimy Bartholomäusa Milwitza, późnogotycki ołtarz cechu rzeźników, manierystyczna ambona. Dawna fara Starego Miasta, obecnie sanktuarium maryjne. Miejsce pochówku Jana Heweliusza | |            |
| Wielki Młyn                                            | XIV w.                                                                                                  | Wraz z Małym Młynem tworzą cenny zespół zabytków tego typu. Pocz. wyposażony w 12, później w 18 wielkich kół napędzanych wodą Raduni. Po zniszczeniach w 1945 zaadaptowany na dom handlowy. | |            |
| Kościół ŚŚ. Piotra i Pawła                             | 1397 | Od 1557 r. luterański, w latach 1622–1945 kalwiński. Obecnie parafia Starego Przedmieścia i Sanktuarium Matki Bożej Łaskawej. Trójnawowa hala z prostokątnie zamkniętym prezbiterium i wieżą od strony zachodniej. Zachowały się fragmenty wystroju z XVII w.. | |            |
| Kościół Świętej Trójcy (Franciszkanów)                 | 1420-1514, 1480 (kaplica Św. Anny)                                                                      | Trójnawowa hala z długim, prostokątnym prezbiterium i kaplicą Św. Anny. Wnętrze nakryte sklepieniem kryształowym zachowało oryginalną przegrodę chórową, gotyckie stalle, ambonę i retabula ołtarzowe. Zabudowania klasztorne mieszczą obecnie Muzeum Narodowe. | |            |
| Ratusz Głównego Miasta                                 | 1379-1382 przebudowany w XVI w.                                                                         | Główna część prostokątna, trzykondygnacyjna, od strony północnej trzy skrzydła oficyn, wewnątrz prostokątny dziedziniec. Częściowo przebudowany w stylu manieryzmu północnego, pomimo zniszczeń zachował dzieła sztuki, m.in. barokowe wejście główne, zespół kominków i portali z XVI–XVIII w. Sala Czerwoną z kominkiem i malowidłami na stropie (m.in. Apoteoza Gdańska Izaaka van den Blocke) i obrazy Hansa Vredemana de Vries. Liczne dzieła malarstwa (m.in. Grosz czynszowy Antona Möllera). Wieżę zdobi manierystyczny, wielokondygnacyjny hełm z XVI w. dzieło Dircka Danielsa. Ratusz jest siedzibą Muzeum Historycznego. | |            |
| Żuraw                                                  | 1442–1444                                                                                               | Prostokątny, trójkondygnacyjny, z narożnymi basztami ze strzelnicami. Pośrodku dźwig ze zrekonstruowanym historycznym mechanizmem. Obecnie filia Centralnego Muzeum Morskiego | |            |
| Dom Schlieffów                                         | 1520 | Wielokondygnacyjny z kamienno-ceglaną elewacją wejściową od strony ul. Chlebnickiej. Okna o łukach kotarowych zdobi kamienna dekoracja rzeźbiarska. Rozebrany w 1822 i wzniesiony wtórnie jako część Kavalierhaus na Wyspie Pawiej (Berlin). W ramach odbudowy Gdańska wzniesiono na dawnym miejscu wierną kopię kamienicy przeznaczonej na akademik gdańskiej ASP. | |            |
| Dwór Bractwa Św. Jerzego                               | 1442–1444                                                                                               | Zbud. na planie regularnego czworoboku, dwukondygnacyjny z wysoką salą na piętrze. Elewacje zewn. artykułowane są za pomocą lizen połączonych dwułuczami, zwieńczone krenelażem. Wysoki dach wieńczy wieża. W narożach wieloboczne wieżyczki. Obecnie siedziba pomorskiego SARP-u. | |            |
| Brama Mariacka                                         | ostatnia ćwierć XV w.                                                                                   | Należy do zespołu gotyckich bram (m.in. Chlebnicka, Straganiarska) prowadzących do miasta od strony Motławy na planie prostokąta z narożnymi wieżami. Ściany rozczłonkowane blendami, na wysokości przejazdu (powyżej którego herby Polski, Prus Królewskich i Gdańska) zwieńczenie w formie schodkowego szczytu. | |            |
| Dwór Artusa                                            | Wzmiankowany w 1350 r. Odbudowany po 1476 r. Fasada przebudowana w 1617 r.                              | Zbudowany na planie czworoboku mieści salę złożoną z trzech naw o trzech przęsłach. Wnętrze nakryte sklepieniem gwiaździstym zachowało część dawnego wystroju z XV–XVIII w. m.in. piec kaflowy, obrazy, wiszące modele okrętów etc. | |            |
| Baszta Łabędź                                          | 1454, na miejscu dawnej z XIV w.                                                                        | Należała do obwarowań krzyżackiego zamku komtura, zburzonego przez gdańszczan podczas wojny trzynastoletniej. Cylindryczna ze stożkowym hełmem. Obecnie siedziba Polskiego Klubu Morskiego. | |            |
| Gniew                                                  | Zamek krzyżacki                                                                                         | Przełom XIII i XIV w. | Zbudowany na planie regularnego czworoboku z kwadratowym dziedzińcem wewnątrz. W narożach czworoboczne baszty. Niegdyś siedziba komtura którego pomieszczenia znajdowały się w północnym skrzydle. Obecnie mieści się muzeum, hotel oraz ośrodek kultury. Miejsce licznych turniejów rycerskich i licznych imprez o charakterze historycznym. |            |
| Iława                                                  | Kościół Przemienienia Pańskiego                                                                         | 1317-1325 wieża z 1550 r. | Położony w pobliżu jeziora Jeziorak. Jednonawowy na planie prostokąta z wydzielonym prostokątnym prezbiterium. Po bokach kościoła liczne przybudówki w tym kwadratowa dzwonnica. Elewacje zachodnia i wschodnia nawy oraz wschodnia prezbiterium są zwieńczone trójkątnymi szczytami ze smukłymi fialami i dekoracją blendową. Wnętrze zachowało rokokowy ołtarz główny, skromne późnogotyckie płyty nagrobne. Większość wyposażenia w stylu neogotyckim. |            |
| Kwidzyn                                                | zamek i katedra Św. Jana                                                                                | 1322 – 2 poł. XIV w. (zamek), od 1322 r. (katedra) | Z czworobocznej rezydencji biskupów diecezji Pomezańskiej zachowały się skrzydła północne i zachodnie z gankiem prowadzącym do gdaniska. Zachowały się krużganki, oraz pierwotne sklepienia w pomieszczeniach zamkowych. Obecnie muzeum. Przylegająca do zamku katedra jest trójnawową bazyliką i wydzielonym poligonalnie zamkniętym prezbiterium oddzielonym od korpusu nawowego przegrodą chórową. Przy południowo-zachodnim narożu się prostokątna wieża zwieńczona krenelażem. Wewnątrz m.in. fragmenty polichromii z XIV w. dekoracja rzeźbiarska, płyty nagrobne. Cennym dziełem snycerstwa jest XV-wieczny tron biskupi.                                                                                   |            |
| Lidzbark Warmiński                                     | Zamek biskupów warmińskich                                                                              | XIV–XV w. | Kwadratowy, czteroskrzydłowy z krużgankowym dziedzińcem. Trójkondygnacyjny z czterema wieżami (w tym baszta). W przyziemiu znajdują się liczne sklepione piwnice. W pierwszej kondygnacji pomieszczenia nakryte rozmaitymi odmianami sklepienia gwiaździstego i licznymi dziełami rzeźby architektonicznej (gł. wsporniki), m.in. kaplica, Mały Refektarz i Wielki Refektarz z malowidłami z 1380 r., m.in. sceny Koronacji NMP, w kaplicy biskupa Łukasza Watzenrodego polichromia z 1500 r. m.in. Veraikon, Niewiasta Apokaliptyczna, Św. Jan na Patmos. Obecnie oddział olsztyńskiego Muzeum Warmii i Mazur. |            |
| Lidzbark Warmiński                                     | Przedbramie Bramy Wysokiej                                                                              | 1466-1478 | Przedbramie niezachowanej Bramy Wysokiej, najbardziej monumentalny zabytek tego typu na Warmii i Mazurach. Ma formę dwóch okrągłych baszt, połączonych czworobocznym blokiem. Dawniej poprzedzone barbakanem. |            |
| Malbork Wpisany na Lista światowego dziedzictwa UNESCO | Zamek w Malborku                                                                                        | Od 1276 do XV w. | Składa się z Zamku Wysokiego m.in. z kaplicami NMP i Św. Anny, refektarzem, kapitularzem, dormitoriami, Zamku Średniego m.in. z Pałacem Wielkich Mistrzów, Wielką Salą Rycerską, imfirmerią, skarbcem i Przedzamczem z kaplicą Św. Wawrzyńca i budynkami gospodarczymi. Pełniący dawniej funkcję klasztoru zakonnego i rezydencji wielkiego mistrza zakonu krzyżackiego. Całkowita kubatura kompleksu ponad 250 000 m³. Zachowały się liczne ceglane dekoracje architektoniczne i gotycka, kamienna rzeźba architektoniczna. Obecnie siedziba Muzeum Zamkowego gromadzącego dzieła sztuki średniowiecznej, uzbrojenie oraz wyroby z bursztynu. Niemal w całości zachował się system obwarowań z murami i basztami. |            |
| Malbork Wpisany na Lista światowego dziedzictwa UNESCO | Ratusz                                                                                                  | XV w. | Wzniesiony na planie prostokąta, dwukondygnacyjny z podcieniami. Całość nakryta dwuspadowym dachem, pośrodku wieżyczka z dzwonem z 1408 r. Elewacje osiowe zwieńczone ozdobnymi schodkowymi szczytami z blendami i dekoracją ceramiczną, każdy z nich ma odmienną formę. |            |
| Malbork Wpisany na Lista światowego dziedzictwa UNESCO | Kościół Św. Jana                                                                                        | XIV–XV w. | Trójnawowa niska hala na planie zbliżonym do kwadratu. Od strony północnej dzwonnica o drewnianej górnej kondygnacji. |            |
| Nidzica                                                | zamek krzyżacki                                                                                         | XIV–XV w. | Zbudowany na planie czworoboku. Tworzą go dwa skrzydła – zachodnie z refektarzem i dormitoriami oraz wschodnie z kapitularzem, kaplicą i dwoma wieżami mieszkalnymi, połączone ze sobą grubymi murami z zabudową wewnątrz. W przedzamczu zachował się budynek bramy wjazdowej i cylindryczna baszta. Obecnie muzeum oraz ośrodek kultury i biznesu. |            |
| Nowe                                                   | Kościół św. Mateusza                                                                                    | Poł. XIV w. | Trójnawowa hala z prostokątnym prezbiterium i wieżą w południowo-zachodnim narożniku korpusu. W latach 1910–1912 rozbudowany o 2 przęsła od strony zachodniej i czwartą nawę od północy. Późnogotycki, wschodni szczyt prezbiterium, z końca XV w., dzielony jest parami półkolumienek i arkadkowymi fryzami. We wnętrzu zachowane m.in. gotyckie malowidła ścienne. |            |
| Nowe Miasto Lubawskie                                  | Bazylika św. Tomasza Apostoła                                                                           | po 1325-po 1460 | Bazylikowy, trójnawowy kościół z wielobocznie zamkniętym prezbiterium i wieżą wtopioną w fasadę zachodnią. Powstawał etapami – najpierw niska hala, prawdopodobnie z prosto zamkniętym prezbiterium. W 2. poł. XIV w. podwyższono nawę główną tworząc układ bazylikowy, w pocz. XV w. przedłużono prezbiterium w kierunku wschodnim, zamykając je wielobocznie. Po 1460 r. przesklepiono nawę główną oraz podwyższono wieżę do obecnej wysokości. Bogaty i cenny wystrój wnętrza – malowidła ścienne gotyckie oraz z 1. poł. XVII w., późnogotycki ołtarz szafiasty, kamienna rzeźba Piety z pocz. XV w., płyta nagrobna wójta Kuno von Liebenstein, barokowe ołtarze i prospekt organowy.                         |            |
| Olsztyn                                                | Zamek Kapituły Warmińskiej                                                                              | 2 poł. XIV, XIX w. | Wzniesiony na planie prostokąta. Składa się z dwóch skrzydeł połączonych ze sobą murami kurtynowymi. Skrzydło południowe mieści trójkondygnacyjny budynek mieszkalny z kwadratowo-cylindryczną wieżą, zaś północne m.in. kaplicę i refektarz nakryty sklepieniem kryształowym. Wschodnie ściany obu budowli wieńczą schodkowe szczyty z blendami. We wschodniej części XVIII-wieczny, barokowy pałac. Obecnie Muzeum Warmii i Mazur |            |
| Olsztyn                                                | Katedra Św. Jakuba                                                                                      | XIV w. – do 1445 | Trójnawowa hala bez wydzielonego prezbiterium z masywną wieżą zachodnią ujętą w kaplice. Kondygnacje wieży i masywny 9-polowy szczyt wschodniej elewacji zdobią liczne blendy. Wnętrze nakryte jest sklepieniem sieciowym. Zachował się późnogotycki tryptyk z figurą Matki Bożej z Dzieciątkiem i Apostołami, ołtarz gł. z renesansowym tryptykiem, wiszące świeczniki z XVII, kilka barokowych obrazów. |            |
| Orneta                                                 | Kościół Św. Jana Chrzciciela                                                                            | przed 1350 – po 1370 i XV w. | Trójnawowa bazylika bez wydzielonego prezbiterium z wieżą zachodnią. Przy nawach bocznych zespół kaplic nakrytych poprzecznymi dachami. Na zewnątrz bogata dekoracja architektoniczna (zespół szczytów ze sterczynami i blendami) i rzeźbiarska (m.in. fryz z popiersiami męskimi i kobiecymi) z XV w. Wewnątrz m.in. fragmenty malowideł ściennych, z końca XIV i XV w., barokowe ołtarze w tym główny, prospekt organowy, ogrodzenie chrzcielnicy i ławy. |            |
| Pelplin                                                | Katedra NMP                                                                                             | XIII-XIV w. | Dawniej kościół klasztorny Cystersów. Trójnawowa bazylika z transeptem i prostokątnie zamkniętym prezbiterium. Zachowały się gotyckie portale, w tym północny z Maiestas Domini w tympanonie. Wnętrze nakryte sklepieniem gwiaździstym i sieciowym (transept) mieści cenny wystrój barokowy w tym ołtarze z obrazami Hermana Hana, w tym Koronacja Marii w ołtarzu głównym. Wielki zespół gotyckich drewnianych stalli z XIV–XVI w. W krużganku zachowały się gotyckie malowidła ścienne. |            |
| Radzyń Chełmiński                                      | Zamek krzyżacki                                                                                         | XIII i tercja XIV w. | Przykład zamku konwentualnego na planie regularnego czworokąta z prostokątnym dziedzińcem i niegdyś czterema wieżami. Obecne w ruinie. Zachowało się skrzydło południowe o trzech kondygnacjach, mieszczące m.in. kaplicę i refektarz z fragmentami dekoracji rzeźbiarskiej. Elewację zdobi dekoracja zedrówkowa w formach romboidalnych. Naroża akcentują wieże zwieńczone krenelażem. |            |
| Toruń                                                  | Historyczne centrum                                                                                     | XIII–XVI w. | Składa się ze Starego i Nowego Miasta oraz zamku krzyżackiego. Na obszarze tym znajduje się ok. 1100 obiektów wpisanych do rejestru zabytków. Wpisane na Listę Światowego Dziedzictwa UNESCO. |            |
| Toruń                                                  | Katedra Świętych Janów                                                                                  | XIV–XV w. | Główna świątynia Starego Miasta. Trójnawowa hala, z kaplicami bocznymi, z wydzielonym prostokątnie zamkniętym prezbiterium i trójnawowym masywem zachodnim. Wewnątrz bogaty wystrój m.in. ołtarz główny Św. Wolfganga z ok, 1506 r., krucyfiks z końca XIV w. Na ścianach malowidła z ok. 1360 r. Do 1945 roku w kościele znajdowała się Piękna Madonna zastąpiona współczesną kopią. XIII-wieczna chrzcielnica – prawdopodobne miejsce chrztu Mikołaja Kopernika. Liczne rzeźby i przedstawienia figuralne z XIV i XV wieku w tym Maria Magdalena unoszona przez anioły. Ponadto liczne nowożytne ołtarze, obrazy i epitafia z XVI–XVIII w.                                                                       |            |
| Toruń                                                  | Kościół Św. Jakuba                                                                                      | 1309-XV w. | Główna świątynia Nowego Miasta. Trójnawowa bazylika z wydzielonym prostokątnym prezbiterium i masywną wieżą zachodnią. Na zewnątrz bogata dekoracja architektoniczna (m.in. szczyty nawy głównej, prezbiterium, wieżyczka schodowa, fiale, portal zachodni). Wewnątrz m.in. krucyfiks mistyczny z XIV w., figura Marii z Dzieciątkiem z końca XIV w. oraz obraz pasyjny z lat około 1480-1490, tzw. czarny krucyfiks z 1 poł. XV w., figura Matki Boskiej z ok. 1500 r., liczne barokowe ołtarze, prospekt organowy z XVII w. |            |
| Toruń                                                  | Kościół NMP                                                                                             | 1350–1370 | Dawny kościół Franciszkanów, obecnie parafialny. Trójnawowa hala z węższą nawą północną, wydzielonym długim, prostokątnie zamkniętym prezbiterium. Wewnątrz m.in. cykl gotyckich malowideł ściennych, zespół XV-wiecznych stalli z bogatą dekoracją snycerską, figura Chrystusa z XV w. Nowożytność reprezentują m.in. liczne epitafia z XVI–XVIII w. zespół ołtarzy w tym główny (XVIII w.) oraz mauzoleum Anny Wazówny. |            |
| Toruń                                                  | Ratusz Staromiejski                                                                                     | XIII w. oraz 1391-99, podwyższony w l. 1602-1605 | Czworoboczny z wewnętrznym dziedzińcem i narożną wieżą. Architektura nawiązuje do krzyżackich zamków o regularnym planie. Zachowały się gotyckie piwnice i część sali w przyziemiu oraz XIII-wieczna wieża. Obecnie siedziba Muzeum Okręgowego z cennym zbiorem dzieł sztuki średniowiecznej i nowożytnej. |            |
| Toruń                                                  | Zamek krzyżacki                                                                                         | XIII – pocz. XV w. | Odsłonięte w latach 1958–1966, pierwsza warownia krzyżacka na terenie państwa zakonnego, przykład wczesnego zamku konwentualnego, na planie nieregularnym. Zachowały się piwnice, mury przyziemia, oraz gdanisko z gankiem wspartym na arkadach. W piwnicach (oddział Muzeum Okręgowego) ekspozycja rzeźby i ceramiki architektonicznej z zamku. |            |
| Toruń                                                  | Kamienice mieszczańskie przy ul. Kopernika 15 i 17                                                      | XV w. | Wielokrotnie przebudowane, po renowacji w 1972 odzyskały gotycki charakter. Przykłady gotyckich domów kupców, oba dwutraktowe z wysokimi sieniami i izbami paradnymi. Tzw. Dom Kopernika (miejsce narodzin astronoma) trójkondygnacyjny, z wysokim schodkowym szczytem z malowaną dekoracją maswerkową. Wewnątrz zachowały się m.in. belkowe stropy z XVI stulecia. Obecnie oddział Muzeum Okręgowego. Sąsiednią kamienicę wieńczy szczyt o trzech osiach. Ponadto na terenie Starego i Nowego miasta zachowało się ponad 30 kamienic gotyckich z XIV–XVI w. |            |
| Toruń                                                  | Krzywa Wieża                                                                                            | 2 poł. XIII w. i XV w. | Baszta wtopiona w system murów obronnych, pierwotnie otwarta od strony miasta. Pełniła funkcję magazynu amunicji, następnie karceru dla kobiet, kuźni i mieszkania dla rusznikarza. Czterokondygnacyjna, wzniesiona na planie kwadratu, ze względu na piaszczysto-gliniaste podłoże już w średniowieczu wieża ulegała pochyleniom. Obecnie jest odchylona od pionu 1,46 m. W górnej partii fryz z motywem czwórliścia. |            |
| Toruń                                                  | Spichlerz ul. Piekary 4                                                                                 | XIV w. | Prostokątny, sześciokondygnacyjny (w tym dwie na poddaszu), o gładkich ceglanych elewacjach. Blendy i wnęki zdobi malowana dekoracja maswerkowa. Krótsze boki zwieńczone schodkowymi szczytami. |            |
| Toruń                                                  | Brama Mostowa                                                                                           | 1432 | Usytuowana przy wybrzeżu Wisły. Dwupiętrowy budynek na planie prostokąta z zaokrąglonymi narożami. Wewnątrz mieści dwie kondygnacje, bramę wieńczy krenelaż, poniżej fryz z malarską dekoracją maswerkową. Dzieło miejskiego architekta Hansa Gotlanda. Obecnie biuro miejskiego konserwatora zabytków. |            |
| Toruń                                                  | Dwór Bractwa Świętego Jerzego                                                                           | po 1489 | Usytuowany na terenie międzymurza staromiejskiego przy pobrzeżu Wisły, blisko zamku, wyburzonego przez Torunian, prawdopodobnie do budowy Dworu wykorzystano wtórnie cegły zamku. Trójkondygnacyjny na planie prostokąta z dekorowanymi elewacjami zewnętrznymi (m.in. szczyt ze sterczynami, maswerkowe okna, liczne blendy). Przy południowo-zachodnim narożu wielokondygnacyjna kwadratowa wieża zwieńczona krenelażem. Dawniej siedziba Bractwa Św. Jerzego (istniejącego do 1842) następnie dom mieszkalny, schronisko młodzieżowe. W 1883 r. poddany gruntownej renowacji. Obecnie siedziba Stowarzyszenia Współpracy z Miastami Bliźniaczymi Torunia.                                                       |            |
| Zamek Bierzgłowski                                     | Zamek krzyżacki                                                                                         | 1270-1305 | Wzniesiony na miejscu wcześniejszego grodu, jeden z najwcześniejszych zamków krzyżackich na Ziemi Chełmińskiej. W XVIII w. zrujnowany, odbudowany w latach 1860, 1908-11 i 1936 w stylu neogotyckim. Najcenniejszym zabytkiem jest XIII-wieczny portal wjazdowy na zamek główny z terakotową dekoracją przedstawiającą jeźdźca i 2 rycerzy. |            |

### Pomorze Zachodnie
| Miejscowość     | Zabytek                                     | Daty budowy                                   | Podstawowe informacje | Ilustracja |
| Chojna          | Ratusz                                      | 2 tercja XV w.                                | Wzniesiony na zrębie domu kupieckiego ratusz ma plan prostokątny, dwukondygnacyjny o wysokim przyziemiu pierwotnie mieszczącym wielką halę wsparta na filarach. Pomieszczenia dla władz miasta znajdowały się na piętrze. Krótsze elewacje które dzielą dekorowane wieloboczne lizeny mają ujęte wimpergami ostrołukowe okna z maswerkami, bogato rozczłonkowane szczyty o kilku kondygnacjach okien oraz blend oddzielonych ażurowymi fryzami z cegły glazurowanej. Ratusz zniszczony podczas II wojny światowej, odbudowany w 1977-1985.                 |            |
| Chojna          | Kościół Mariacki                            | 1389–1459                                     | Wielka trójnawowa hala o zintegrowanym korpusie nawowym z zespołem kaplic i poligonalnie zamkniętym prezbiterium z obejściem. Od strony zachodniej masywna wieża (nadbudowana przez Friedricha A. Stülera) z neogotyckim hełmem (wys. 102 m.). Elewację północną zdobi reprezentacyjne w charakterze portal zwieńczony wimpergą umieszczona na tle ażurowej płyciny ozdobionej małymi stylizowanymi rozetami. Dekoracja z cegły glazurowanej występuje w całym kościele, który jest dziełem H. Brunsberga. Zniszczony w 1945, od 1995 w trakcie odbudowy.  |            |
| Chojna          | Mury obronne z bramami Barnkowską i Świecką | 2 poł XIV – XV w.                             | Obwarowania zachowały się w znacznym stopniu, gł. w zachodniej części Chojny – mury z basztami oraz dwoma czworobocznymi bramami wieżowymi, ich wielokondygnacyjne elewacje zdobią liczne blendy i okna ułożone w kilku strefach. Bramę Świecką cechuje rzadka forma zwieńczenia – w narożach znajdują się cylindryczne wieżyczki o stożkowych hełmach otaczające ośmioboczną kondygnację środkowej wieży. Obronny charakter obu bram podkreślają krenelaże wieńczące najwyższe kondygnacje.                                                               |            |
| Darłowo         | Zamek Książąt Pomorskich                    | XIV–XV w.                                     | Czworoboczny z dwoma trójkondygnacyjnymi skrzydłami, reprezentacyjnym z czworoboczną wieżą i mieszkalnym, połączone są murami kurtynowymi do których przylegają budynki gospodarcze. Obecnie mieści się muzeum, w jego zbiorach m.in. gotycka rzeźba Św. Anna Samotrzeć z XIV w. |            |
| Darłowo         | Kościół Mariacki                            | XIV w.                                        | Trójnawowa bazylika z poligonalnie zamkniętym prezbiterium i wieżą zachodnia. Wewnątrz wystrój z XVII–XVIII w. Miejsce spoczynku książąt pomorskich. |            |
| Darłowo         | Kaplica Św. Gertrudy                        | XV w.                                         | Jedna z kilku gotyckich budowli centralnych na Pomorzu. Dawna kaplica cmentarna zbudowana na planie dwunastoboku mieszcząca wewnątrz sześcioboczną nawę nakrytą sklepieniem gwiaździstym. Całość nakryta dachem namiotowym z wieżyczką. Zachował się częściowo barokowy wystrój wnętrza. |            |
| Kamień Pomorski | Katedra Św. Jana Chrzciciela                | ok. 1175, przebudowana w XV w.                | Trójnawowa bazylika z transeptem. Przy kościele gotyckie zabudowania monasterium kanonickiego. W katedrze m.in. gotyckie retabulum ołtarza gł. z XV w. barokowe organy z XVII w., obrazy, epitafia i płyty nagrobne z XVI–XVIII w. |            |
| Kołbacz         | Opactwo Cystersów                           | 1210-1347                                     | Kościół jest trójnawową bazylika z transeptem. Fasadę zachodnią zdobią ostrołukowe blendy i rozeta (na wysokości szczytu) ze ślepymi maswerkami. Wewnątrz m.in. ołtarz gł. z kopią gotyckiego tryptyku z Ciećmierza z XIV w. Przy kościele resztki zabudowań klasztornych. Ponadto kompleks klasztorny tworzą gotyckie domy konwersów i opata. |            |
| Kołobrzeg       | Katedra NMP                                 | 1288–1397                                     | Wielka katedra o szerokim pięcionawowym korpusie nawowym i poligonalnie zamkniętym prezbiterium. Od zachodu monumentalny masyw wieżowy z potrójnym hełmem. Po zniszczeniach wojennych w 1945 świątynia do lat 80. była w stanie ruiny. Zachowały się wewnątrz fragmenty gotyckiej polichromii z tzw. filarem barwnym, gotycka chrzcielnica z XIV w., dwa świeczniki, brązowy siedmioramienny oraz wiszący w formie stylizowanej wieżyczki. XV-wiek reprezentują stalle, tryptyki (w tym ołtarz główny) oraz obraz wotywny z przedstawieniem Tańca śmierci. |            |
| Koszalin        | Kościół NMP                                 | XIV–XV w.                                     | Trójnawowa bazylika z wydzielonym, prezbiterium zamkniętym poligonalnie i masywną wieża zachodnią. Nawy boczne nakryte są dachami poprzecznymi. Wewnątrz m.in. współczesny ołtarz główny ozdobiony XV-wiecznymi rzeźbami. |            |
| Koszalin        | Kaplica Św. Gertrudy                        | 1383-XV w.                                    | Wzniesiona na planie ośmioboku, wewnątrz nakryta sklepieniem gwiaździstym; całość nakryta dachem namiotowym z iglicą. Od 1564 świątynia ewangelicka, w XVIII-XX w. pozbawiona funkcji sakralnej, w 1999 przekazana luteranom. |            |
| Stargard        | Kościół Mariacki                            | XIII w. rozbudowywana w latach 1388–1500      | Trójnawowa bazylika z ambitem i dwoma wieżami zachodnimi zdobionymi portalami, a powyżej blendami i wnękami. Przypory zdobią lizeny z ceramicznymi wnękami i wimpergami ze ślepymi maswerkami. Od strony północnej oktogonalna kaplica NMP z dekoracją przypór z wimpergami i konsolami z maskami. Nakryte sklepieniem krzyżowo-żebrowym i gwiaździstym wnętrze zachowało resztki polichromii gotyckiej. Ołtarz główny i ambona z XVII w. |            |
| Stargard        | Dom Protzena                                | 1 poł. XV w.                                  | Kamienica mieszczańska typu hanzeatyckiego. Zbudowana na planie prostokąta. Czterokondygnacyjna z wysokim przyziemiem. Fasadę zdobią ostrołukowo i półkoliście zamknięte wnęki i blendy oraz szczyt schodkowy częściowo przekształcony w XVII w. Do sieni prowadzi portal z wielobarwnej cegły glazurowanej. Obecnie szkoła muzyczna. |            |
| Stargard        | Dom Rohledera                               | XV w.                                         | Kamienica mieszczańska typu hanzeatyckiego. Prostokątna na planie, pięciokondygnacyjna z wysokim przyziemiem. Fasadę zdobią wnęki z oknami i szczyt schodkowy. Obecnie siedziba Książnicy Stargardzkiej. |            |
| Stargard        | Obwarowania                                 | XIV – XV w.                                   | W skład obwarowań wchodzą baszty: Morze Czerwone, Tkaczy, Jeńców, Białogłówka, oraz bramy Brama Świętojańska, Brama Pyrzycka, Brama Wałowa i Brama Młyńska. |            |
| Stargard        | Brama Młyńska                               | XV w.                                         | Unikatowy przykład gotyckiej bramy wodnej. Usytuowana nad korytem rzeki Iny, zbudowana na planie prostokąta o jednym piętrze ponad otworem przepływu, po którego bokach wnęki ze ślepymi maswerkami. Po bokach wystające z dachu ośmioboczne wieże z krenelażami i ostrosłupowymi hełmami. Obecnie siedziba Stargardzkiego Bractwa Rycerskiego „GRYF” |            |
| Stargard        | Budynek dawnego arsenału                    | ok. 1500                                      | Wzniesiony na planie prostokąta, elewacje krótszych boków wieńczą szczyty schodkowe. Ściany zdobią układane z cegły zendrówki pasami rombowymi. Obecnie siedziba Archiwum Miejskiego. |            |
| Szczecin        | Katedra Św. Jakuba                          | Wzniesiona w kilku etapach w latach 1375–1504 | Wielka trójnawowa hala z obejściem, wieżą zachodnią, dzieło m.in. Hinricha Brunsberga. Oprócz wielkich okien elewacje zdobią liczne blendy, wnęki, fryzy ceramiczne. Wejście zachodnie z portalem z ceramiczną dekoracją geometryczną. Wewnątrz m.in. zespół gotyckich tryptyków w tym XIV-wieczny z Ciećmierza ze scenami Koronacji NMP i Pokłonu Trzech Króli. Wysokość wieży zachodniej po rekonstrukcji hełmu w 2007-08 wynosi 114 m. |            |
| Szczecin        | Kościół Św. Jana                            | XIII–XV, XIX w.                               | Trójnawowa hala z wydzielonym prezbiterium, którego siedmioboczne zamknięcie jest szersze od przęseł. Fasada zachodnia charakteryzuje się rzadkim podziałem na cztery osie, czterema wielkimi oknami i przyporą na osi. Wieńczy ją trójkątny szczyt z blendami i smukłymi fialami. Wewnątrz zachowały się fragmenty XV-wiecznej polichromii oraz ceramiczna rzeźba architektoniczna. |            |
| Szczecin        | Kościół Świętych Piotra i Pawła             | XV w.                                         | Powstał na miejscu dawnego kościoła misyjnego Ottona z Bambergu i dwóch późniejszych. Jednonawowy z wielobocznie zamkniętą absydą i fasadą zachodnią zwieńczoną szczytem schodkowym. Elewacje zdobi zespół ceramicznych konsoli z główkami. XVIII-wieczny wystrój wnętrza. |            |
| Szczecin        | Ratusz Staromiejski                         | XV w.                                         | Przebudowany w XVIII w. Po 1945 zrekonstruowany w gotyckim kształcie. Prostokątny w planie o dwóch kondygnacjach z wysokim przyziemiem, od strony zachodniej poprzedzony podcieniami. Ściany piętra zdobią ostrołukowe okna i wnęki. Fasada wschodnia zwieńczona jest ażurowym szczytem. Obecnie oddział Muzeum Narodowego |            |
| Trzebiatów      | Kościół NMP                                 | XIV i XV wiek                                 | Trójnawowa hala z niższym poligonalnie zamkniętym prezbiterium i wieżą zachodnią wtopioną w bryłę. Dekoracja architektoniczna (ostrołukowe wnęki, blendy, arkady) obejmuje fasadę zachodnią wieżę oraz szczyt wschodni korpusu nawowego. Wystrój wnętrza z XVII w. |            |

### WielkopolskaiZiemia lubuska
| Miejscowość         | Zabytek                                     | Daty budowy                                                  | Podstawowe informacje | Ilustracja |
| Gniezno             | Katedra pw. NMP i Św. Wojciecha             | ok. 1390 – ukończenie budowy gotyckiej katedry.              | Pierwsza świątynia znana z czasów Mieszka I Jedno z miejsc Zjazdu gnieźnieńskiego w 1000. Wielokrotnie przebudowywana, odbudowana po II wojnie światowej w duchu gotyckim. Wewnątrz m.in. relikwie Św. Wojciecha, Drzwi Gnieźnieńskie, pomnik nagrobny patrona z XV w. (Hans Brandt) oraz nagrobek arcybiskupa Zbigniewa Oleśnickiego, dzieło Wita Stwosza. |            |
| Gorzów Wielkopolski | Katedra NMP                                 | koniec XIII wieku, rozbudowany w XIV w. XV w. (prezbiterium) | Trójnawowa hala z wydzielonym wielobocznie zamkniętym prezbiterium i wieżą zachodnią. Wewnątrz m.in. kilka późnogotyckich rzeźb z XV w. Patronat nad kościołem sprawowało miasto, od 1299 kapituła kolegiaty w Myśliborzu, zakon krzyżacki oraz brandenburscy elektorzy. |            |
| Góra                | Kościół Św. Katarzyny                       | 1307, 1457-1552                                              | Trójnawowa hala z zintegrowanymi ze sobą korpusem nawowym i prezbiterium z obejściem (wschodnia sześcioprzęsłowa część obejścia jest oddzielona od prezbiterium za pomocą tylko dwóch filarów). Fasada zachodnia dwuwieżowa. Wnętrze nakryte sklepieniem gwiaździstym. Wystrój wnętrza barokowy z XVIII w. |            |
| Koło                | Kościół Podwyższenia Krzyża Świętego        | XIII – XV w.                                                 | Wewnątrz m.in. polichromia, oryginalna gotycka ambona, późnorenesansowe sakramentarium z piaskowca oraz gotycka płyta nagrobna Jana z Garbowa. |            |
| Koło                | Zamek                                       | Przed 1362                                                   | Zamek był odwiedzany przez królów polskich, a od 1433 r. odbywały się w nim zjazdy wielkopolskiej szlachty. Warownia podupadła już w XVI wieku. Do naszych czasów dotrwały jedynie ruiny budowli – fragmenty zewnętrznych murów, fundamenty wieży bramnej i dolna część drugiej wieży. |            |
| Poznań              | Katedra Św. Piotra i Pawła                  | XI-XV i przebudowa XIX, odbudowa po 1945 r.                  | Jeden z najstarszych kościołów w Polsce. W obecnym kształcie trójnawowa bazylika z wielobocznie zamkniętym prezbiterium z ambitem i trzema kaplicami. Kaplice przylegają także do naw bocznych. Wewnątrz m.in. ołtarz główny – późnogotycki tryptyk z figurami Najświętszej Marii Panny, św. Barbary i św. Katarzyny w części środkowej oraz postaciami świętych w skrzydłach bocznych. Cenny wystrój z XVI-XIX w. znajduje się w kaplicach. W kaplicy Złotej mauzoleum Mieszka I i Bolesława Chrobrego. |            |
| Poznań              | Kościół NMP                                 | połowa XV w.                                                 | Trójnawowa hala z poligonalnie zamkniętym prezbiterium, z ambitem. Fasadę zachodnią wieńczy ozdobny schodkowy szczyt z blendami. Wnętrze zdobią malowidła i ołtarz główny Wacława Taranczewskiego nawiązujące w swojej formie do gotyku. Ponadto kilka rzeźb z XV w. |            |
| Poznań              | Psałteria                                   | 1518                                                         | Trzykondygnacyjny, na planie prostokąta. Krótsze elewacje zdobią schodkowe szczyty. Fundacja biskupa Jana Lubrańskiego. Budynek pełnił funkcję siedziby kolegium psałterzystów śpiewających psalmy w kościele katedralnym. |            |
| Szprotawa           | Kościół Wniebowzięcia NMP                   | Wzmiankowany w 1260. Rozbudowany w latach 1416–1424          | Trójnawowy kościół halowy z wydzielonym prezbiterium i niewielką kruchtą zachodnią. Od strony północnej do korpusu nawowego przylega kwadratowa wieża. Wystrój gł. z XVI–XVII w. |            |
| Żary                | Kościół pw. Najświętszego Serca Pana Jezusa | XII w. obecny kształt otrzymał po przebudowie w XV w.        | Trójnawowa hala z wydzielonym prezbiterium. Elewację zachodnią zdobi szczyt schodkowy z blendami i sterczynami. We wschodniej części kościoła barokowa kaplica Promnitzów z 1670-1672. |            |

### Mazowsze
| Miejscowość | Zabytek                                      | Daty budowy                                                                            | Podstawowe informacje | Ilustracja |
| Brochów     | Kościół Świętych Rocha i Jana Chrzciciela    | Wzniesiony w 1551-1561 na miejscu starego XII-wiecznego kościoła, przebudowany w 1596. | Fundacja Jana Brochowskiego i jego rodziny. Gotycko-renesansowy o charakterze obronnym, dzieło Jana Baptysty Wenecjanina. Trójnawowa bazylika z trzema cylindrycznymi wieżami, dwoma flankującymi elewację zachodnią oraz jedną nad absydą. Miejsce chrztu Fryderyka Chopina.                                   |            |
| Ciechanów   | Zamek Książąt Mazowieckich                   | XIV w.                                                                                 | Fundacja Ziemowita III W XVI wieku po śmierci ostatniego księcia mazowieckiego Janusza III zamek zostaje przebudowany na renesansową rezydencję królowej Bony. Obecnie w stanie ruiny. Zbudowany na planie prostokąta, w narożach dwie cylindryczne baszty.                                                     |            |
| Czersk      | Zamek Książąt Mazowieckich                   | XV w.                                                                                  | Wzniesiony przez księcia Ziemowita III. W zamku rezydował Konrad mazowiecki który w zamkowych lochach uwięził 1229 książąt Henryka Brodatego i Bolesława Wstydliwego. Zachowały się mury obwodowe z trzema basztami, z których dwa posiadają bramy. Wewnątrz relikty kościoła zamkowego pw. Św. Piotra          |            |
| Przasnysz   | Kościół Świętych Jakuba i Anny               | 1588-1635 (poświęcenie)                                                                | Jednonawowy, z prostokątnym prezbiterium i kaplicą oraz zabudowaniami klasztornymi od pn. Obok prezbiterium stoi czworoboczna dzwonnica. Elewacje zdobią gotyckie szczyty nawy i kaplicy ze sterczynami i wimpergami o kolistych przeźroczach. Przykład sztuki gotyckiej w architekturze przełomu XVI i XVII w. |            |
| Warszawa    | Barbakan                                     | około 1548 r.                                                                          | Dzieło łączone z architektem Janem B. Wenecjaninem połączone z murami miejskimi. Wzniesiony na planie półkola na zewnątrz łączy cechy gotyckie (cztery półokrągłe baszty) z renesansowymi (ozdobna attyka wieńcząca mury). Obok Baszta Prochowa.                                                                |            |
| Liw         | Zamek w Liwie                                | około 1425                                                                             | Fundatorem założenia obronnego był książę mazowiecki Janusz I Starszy, który przed 1429 rokiem zlecił to zadanie mistrzowi murarskiemu Niclosowi |            |
| Warszawa    | Kościół Nawiedzenia Najświętszej Marii Panny | około 1409 r.                                                                          | Kościół został ufundowany przez księcia Janusza Starszego i jego żonę Danutę Annę. W 1411 poświęcony przez biskupa Wojciecha Jastrzębca. W II połowie XV w. jednonawowa świątynia została rozbudowana i przekształcona na trójnawową bazylikę. W 1518 r. dobudowano wieżę-dzwonnicę.                            |            |
| Płock       | Zamek książąt mazowieckich                   | XIV wiek                                                                               | zamek gotycki wzniósł król Kazimierz Wielki, Wieża Szlachecka wzniesiona około 1353 została obniżona w 1796, wieża Zegarowa pełniąca od końca XV wieku rolę dzwonnicy katedralnej, była przebudowywana w połowie XVI wieku, a barokowy hełm otrzymała po 1723 r.                                                |            |

## Rosja
| Miejscowość                                 | Zabytek                          | Daty budowy                                                                                            | Podstawowe informacje | Ilustracja |
| Królewiec (Prusy Książęce, Prusy Wschodnie) | Katedra Św. Wojciecha i NMP      | Pierwszy kościół, 1297-1302, obecna świątynia XIV–XV w. (1440, przebudowa korpusu nawowego na obecny). | Położona na wyspie Knipawa na Pregole. Trójnawowa hala z wydzielonym prostokątnym prezbiterium i masywną fasadą zachodnią z dwoma wieżami. Wnętrze było nakryte sklepieniem gwiaździstym. Fasadę charakteryzuje zróżnicowany rytmiczny układ blend i okien. W dolnych kondygnacjach blendy są niskie i szerokie, w górnych smukłe. Katedra była miejscem spoczynku wielkich mistrzów krzyżackich, książąt i królów pruskich (m.in. Albrechta Hohenzollerna) i profesorów uniwersytetu królewieckiego. Do 1945 kiedy świątynia uległa poważnym zniszczeniom, wnętrze jej miało bogaty wystrój z XVI – XVIII w. (m.in. ołtarze. nagrobki, epitafia, a nawet dawne chorągwie epitafijne.) Obecnie prowizorycznie odbudowana, pozbawiona dawnego wystroju. Przy katedrze mauzoleum Immanuela Kanta |            |
| Nieman – (Ragneta)                          | Zamek krzyżacki                  | 1397-1409                                                                                              | Wzniesiony przez Nikolausa von Fellensteina, jedna z najsilniej umocnionych warowni zakonnych. Zbudowany został na planie prostokąta z wewnętrznym dziedzińcem. Zniszczony w 1945 r. Obecnie w ruinie. |            |
| Bałga                                       | Zamek krzyżacki                  | ok. 1239                                                                                               | Dawna siedzibą komturii (od 1250 r.) Zamek został rozebrany na początku XVII w., a materiał budowlany wykorzystano na budowę twierdzy w Piławie. Zachowały się fragmenty budowli z czworobocznym dziedzińcem. |            |
| Marjino (Ornowo, Arnau)                     | Kościół Św. Katarzyny w Marijnie | XV wiek                                                                                                | Jednonawowy kościół halowy z wydzielonym prezbiterium zamkniętym poligonalnie. Od strony zachodniej wieża. Dawny kościół pielgrzymkowy, po reformacji ewangelicki. Po ostatniej wojnie zamieniony na magazyn, od 2008 roku filia Muzeum Historyczno-Artystycznego w Królewcu. Nie zachował się dawny, gotycko-barokowy wystrój wnętrza. Na ścianach fragmenty polichromii z cyklem przedstawień tworzących Speculum Humanae Salvationis |            |
| Prawdinsk (Frydląd, Friedland)              | Kościół Św. Jerzego              | ok. 1360-1380 XV w.                                                                                    | Trójnawowa pseudobazylika na planie prostokąta bez wydzielonego prezbiterium i wieżą zachodnią której najwyższa kondygnacja zwieńczona jest krenelażem. Po bokach naw kaplice nakryte dachami poprzecznymi zwieńczone schodkowymi szczytami, które podobnie jak kondygnacje wieży i wielki szczyt wschodni zdobią liczne blendy. Obecnie cerkiew prawosławna. |            |

## Szwecja
| Miejscowość | Zabytek                                       | Daty budowy                                                            | Podstawowe informacje | Ilustracja |
| Malmö       | Kościół Św. Piotra                            | Wzniesiony w kilku fazach w XIII–XV w.                                 | Trójnawowa bazylika z transeptem i poligonalnie zamkniętym chórem z ambitem oraz wysoką wieżą zachodnią. Nawy boczne kryte dachami poprzecznymi. Elewacje naw bocznych wieńczą schodkowe szczyty. Wystrój wnętrza tworzą głównie dzieła manieryzmu północnego z początku XVII w. m.in. ołtarz główny, ambona oraz liczne epitafia. |            |
| Helsingborg | Kościół Mariacki                              | XV w.                                                                  | Wzniesiony na miejscu romańskiego kościoła z XII w. Trójnawowa pseudohala z wielobocznie zamkniętym prezbiterium z ambitem. Od strony południowej przy fasadzie zachodniej dzwonnica zwieńczona schodkowym szczytem z blendami. Podobne zwieńczenia mają elewacje zachodnie. Wnętrze nakryte sklepieniem krzyżowo-żebrowym posiada bogaty wystrój m.in. XV-wieczny tryptyk ze scenami z życia Chrystusa i Marii. Na organach w tej świątyni grał Dietrich Buxtehude.              |            |
| Sztokholm   | Storkyrkan – katedra Św. Mikołaja             | Wzmiankowany w 1279 r. Wzniesiony w XIII–XV w. Przebudowany w XVIII w. | Trójnawowa hala z kaplicami bocznymi i wieżą zachodnią. Elewacje zewnętrzne zbarokizowane ok. 1740. Wewnątrz zachowały się ceglane ściany i filary z XIV–XV w. Wystrój tworzy m.in. monumentalna rzeźba Św. Jerzego zwyciężającego smoka dzieło Berndta Notke |            |
| Strängnäs   | Katedra                                       | od 1296                                                                | Trójnawowa hala z prezbiterium o trójbocznie zamkniętej absydzie. Architektura korpusu nawowego i chóru jednolita. Wnętrze nakryte sklepieniem gwiaździstym. Poszczególne przęsła naw są wyeksponowane za pomocą gurt. Od strony zachodniej kwadratowa wieża. Wewnątrz m.in. późnogotycki ołtarz z 1489 r. |            |
| Uppsala     | Katedra Św. Eryka, Olafa i Wawrzyńca          | Wzniesiona w latach 1287–1435                                          | Kilkakrotnie przebudowana w XVII–XVIII w. W XIX przywrócono jej gotycki wygląd. Największa gotycka katedra w Skandynawii. Trójnawowa bazylika z transeptem, poligonalnie zamkniętym prezbiterium oraz dwuwieżową fasadą (wys. wież 118,7 m). Wnętrze nakryte sklepieniem krzyżowo-żebrowym wspartym na służkach. Przykład recepcji francuskiego gotyku katedralnego. Wewnątrz m.in. renesansowy nagrobek Gustawa I Wazy z XVI w. W katedrze spoczywa także Katarzyna Jagiellonka. |            |
| Västerås    | Katedra NMP i Św. Jana Chrzciciela            | Wzniesiona w latach XII-1279 (konsekracja), XIV–XV w. (rozbudowa)      | Pięcionawowa pseudohala z poligonalnym chórem zintegrowanym, z ambitem i wieńcem kaplic oraz wieżą zachodnią. Wnętrze nakryte sklepieniem gwiaździstym i krzyżowo-żebrowym wspartym na filarach. Wewnątrz m.in. chrzcielnica z XIV w. i zespół retabulów ołtarzowych wykonanych w Lubece i Antwerpii z XIV–XVI w. |            |
| Ystad       | Kościół Mariacki                              | XIII–XV w.                                                             | Trójnawowa hala z wielobocznym prezbiterium z obejściem i wieżą zachodnią. Bogaty wystrój tworzą m.in. dawny gotycki ołtarz główny, krucyfiks z ok. 1500, barokowy ołtarz główny, ambona i epitafia z XVII–XVIII w. |            |
| Ystad       | Klasztor Franciszkanów z kościołem św. Piotra | Schyłek XIII–XV w.                                                     | Kościół klasztorny, pseudobazylika, z wydzielonym chórem zamkniętym poligonalnie i wieżą przylegającą do prezbiterium. Obok kościoła po północnej stronie budynki klauzury skupione wokół wirydarza. Elewacje kościoła (zwł. zachodnia) zdobione ceglaną dekoracją, m.in. ślepe arkady, blendy. zwieńczone szczytami schodkowymi. |            |